# Liste der Festungen in Deutschland
Die Liste der Festungen in Deutschland enthält die bis zum Beginn des Ersten Weltkriegs entstandenen Festungsbauwerke in Deutschland. Die Liste ist nach den bestehenden Bundesländern gegliedert.

## Festungen in Deutschland
| Name | Ort | Beginn | Ende                                                                                            | Wann/Wie geendet                                                                                      | Art | Zustand |
| --- | --- | --- | ----------------------------------------------------------------------------------------------- | --- | --- | --- |
| | | |                                                                                                 | | | |
| Baden-Württemberg | | |                                                                                                 | | | |
| Befestigungsanlage Alexanderschanze | Alexanderschanze | vor 1674, 1734 |                                                                                                 | aufgelassen                                                                                           | zwei Schanzen | Anlage nördlich des Hotels sehr gut erhalten, die andere westlich des Hotels teilweise geschleift |
| württembergische Landesfestung Hohenasperg | Asperg | 1535 | 1693                                                                                            | aufgelassen                                                                                           | Bergfestung | erhalten |
| Burg Hohenzollern | Bisingen | 1454–? 16. u. 17. Jh. | 1798                                                                                            | aufgelassen                                                                                           | Bergfestung mit Schloss | ab 1850 historistisch wiederaufgebautes Schloss mit Festungsanlagen u. öffentlich zugängigen Kasematten |
| dt./franz. Grenzfestung Festung Breisach, siehe auch Belagerung von Breisach | Breisach am Rhein | Anfang 16. Jh., 1632 erweitert, ab 1648 neuer Ausbau | 1633, 1638, 1703, 1793 belagert                                                                 | 1741–1745 geschleift                                                                                  | Festungsstadt | barockes Festungstor Rheintor mit Museum, Kupfertor der Festung, Gutgesellentor, Kapftor, Hagenbachturm erhalten |
| Festungsanlagen auf dem Eckartsberg | Breisach am Rhein | Anfang 16. Jh., ab 1697 starker Ausbau |                                                                                                 | 1741–1745 geschleift/gesprengt                                                                        | Bergfestung mit Kasematten, Tiefbrunnen, Kaserne, Windmühle u. Backhaus                                                                  | |
| Hochburg Emmendingen (auch Burg Hachberg) | Emmendingen | 1599–1661 | 1681                                                                                            | Schleifung                                                                                            | Bergfestung | tw. erhalten |
| ehem. franz. Festung Freiburg, siehe auch Belagerung von Freiburg (1677) | Freiburg im Breisgau | 1679– | 1713 u. 1744 belagert/zerstört                                                                  | 1745 von Franzosen geschleift                                                                         | Festungsstadt | nur das Breisacher Tor blieb erhalten |
| Festungsanlage Schlossberg Freiburg, siehe auch Burg Freiburg | Freiburg im Breisgau | 1677–1679 | 1744/45                                                                                         | von Franzosen gesprengt                                                                               | franz. Festung auf dem Freiburger Schlossberg                                                                                            | Schutthaufen u. Halsgraben |
| Barockschanze | Gersbach (Schopfheim) | 17. Jh. | 1700–1800                                                                                       | aufgelassen                                                                                           | barocke Sechseckschanze | restaurierte, barocke Schanze mit hölzernem Wachtturm |
| Burg Guttenberg | Haßmersheim | 13./15. Jh. |                                                                                                 | | Bergfestung, rondellierte Burg | u. a. Zwingermauer mit Scharten für Feuerwaffen u. Maschikulis bzw. Senkscharten |
| Burgschanze (Heidelberg) | Heidelberg, auf der Molkenkur | 1622 | 1693                                                                                            | Schleifung                                                                                            | Schanze zum Schutz des Heidelberger Schlosses                                                                                            | |
| kurpfälzische Festung Heidelberger Schloss | Heidelberg | 12. Jh./Rondelle: 1490–1500 u. ab 1526 | 1698                                                                                            | belagert/zerstört, abgebrannt u. tw. gesprengt                                                        | Bergfestung, rondelliertes Schloss | Ruine, Schlossanlagen, Ruine eines Geschützturmes (Krautturm) u. 1 steinernes Blockhaus, tw. erhaltene u. zugängige Kasematten |
| Schloss Hellenstein | Heidenheim an der Brenz | 1096 | ca. 1670                                                                                        | tw. Schleifung                                                                                        | Bergfestung | großteils erhalten |
| württembergische Landesfestung Hohentwiel | Hohentwiel | 1538–? Rondelle | 1800/01                                                                                         | Schleifung                                                                                            | Bergfestung | Ruine |
| Feste Istein mit Burg Istein | Istein | 1902–1907, 1936– | 1921, nach 1945                                                                                 | Schleifung                                                                                            | Bergfestung und Bunkeranlagen als Teil des Westwalles                                                                                    | bis auf unwesentliche Teile eingeebnet, St.-Veits-Kapelle von Burg Istein wieder aufgebaut |
| Festung Kehl | Kehl | 1681 | 1751–1815                                                                                       | Schleifung                                                                                            | Polygonalfestung | eingeebnet |
| württembergische Landesfestung Kirchheim | Kirchheim unter Teck | 1538–1556 Festung, 1538–1560 Schloss | 19. Jh.                                                                                         | | Festungsstadt mit in die Befestigung eingebundenem Schloss                                                                               | Reste der Stadtmauer sowie der Schlossgraben mit einer Bastion u. das Renaissanceschloss |
| Burg Teck | Kirchheim unter Teck | 12. Jh.–1525/1736 | 1737                                                                                            | Umbau abgebrochen u. tw. Neubauten abgerissen                                                         | nur minimal begonnener Umbau einer Burg in eine Bergfestung                                                                              | Burgruine |
| Küssaburg | Küssaberg | 12. Jh./1525–1529 | 1634 Sprengung, 1664 Bergsturz                                                                  | aufgelassen                                                                                           | Bergfestung, Burg mit Festungsbauwerken                                                                                                  | Ruine u. a. mit Geschützturm |
| Schloss Langenburg | Langenburg | 13. Jh. Burg/15. Jh. Festungsausbau |                                                                                                 | Umnutzung zu Wohnzwecken                                                                              | Schloss mit Geschütztürmen | komplett erhalten, teilweise Museum |
| Burg Wildenstein | Leibertingen | 13. Jh./1514–1554 | 18. Jh. aufgegeben                                                                              | verfallen, später restauriert                                                                         | festungsartig erweiterte Höhenburg | früher Festungsbaustil, komplett erhalten |
| Festung Friedrichsburg | Mannheim | 1606 | 1799–1821                                                                                       | geschleift, überbaut durch Stadt u. Schlossneubau                                                     | Festungsstadt mit Zitadelle u. Brückenkopf „Rheinschanze“: Mannheimer Rheinschanze                                                       | |
| Wasserburg Eichelsheim | Mannheim, OT Lindenhof | 16.–17. Jh. Bastionen, 1639 u. 1736 jeweils Neuaufbau | 1622 Brandschaden, 1634 durch Schweden gesprengt, 1663 u. 1688 zerstört                         | im 19. Jh. komplett abgerissen                                                                        | bastioniertes Wasserschloss | keine Überreste |
| Sternschanze und Redoute am „Böllener Eck“ | Neuenweg | Ende 17. Jh. |                                                                                                 | | barocke Sternschanze u. Redoute | Sternschanze weitgehend erhalten, siehe barocke Verteidigungsanlagen im Schwarzwald |
| württembergische Landesfestung Hohenneuffen | Neuffen | 1733–1737 | 1801                                                                                            | Auflassung                                                                                            | Bergfestung | Ruine |
| Röschenschanze | Oppenau, Berg Roßbühl bei Oppenau | 1794 | nach 1796                                                                                       | aufgelassen                                                                                           | Sternschanze | gut erhaltene Wälle u. Gräben einer 6-strahligen Sternschanze |
| Festung Philippsburg | Philippsburg (ehem. Udenheim) | 1623 | 1799                                                                                            | Schleifung                                                                                            | Polygonalfestung | eingeebnet |
| Bundesfestung Rastatt | Rastatt | 1842–1852 | 1920                                                                                            | Schleifung                                                                                            | Polygonalfestung | Reste erhalten |
| württembergische Landesfestung Schorndorf | Schorndorf | 1538– | 19. Jh.                                                                                         | geschleift                                                                                            | Festungsstadt mit zitadellenartigem Burgschloss                                                                                          | Mauerreste einer Bastion erhalten |
| Burgschloss Schorndorf | Schorndorf | 1538– | 1837–                                                                                           | entfestigt, Graben verfüllt                                                                           | Talfestung, Burgschloss, rondelliertes Schloss                                                                                           | Burgschloss mit restauriertem Graben erhalten |
| Burg Honberg | Tuttlingen | 1460 | 1645                                                                                            | Schleifung                                                                                            | Bergfestung | Ruine |
| Schloss Hohentübingen, siehe auch Belagerung von Schloss Hohentübingen | Tübingen | 1495–1550, 1593–1608 | nach 1647                                                                                       | aufgegeben/Umnutzung                                                                                  | Bergfestung mit Schloss | fast komplett erhalten |
| Bundesfestung Ulm | Ulm | 18. Oktober 1842 | 1918                                                                                            | aufgelassen                                                                                           | Polygonalfestung | tw. erhalten |
| Burg Wertheim | Wertheim | 15. Jh. Ausbau mit Geschütz-Bollwerk |                                                                                                 | | rondellierte Burg | |
| württembergische Landesfestung Hohenurach | Urach, Bad Urach | 1663–1669 | 1761                                                                                            | Schleifung                                                                                            | Bergfestung | Ruine |
| ehem. österreichische Festung Villingen | Villingen-Schwenningen, Stadtteil Villingen | 1499–? Rondelle, Festungsausbau um 1700 |                                                                                                 | 19. u. 20. Jh. große Teile abgerissen, Gräben eingeebnet                                              | Festungsstadt mit doppelten Mauern, Wassergräben u. Rondellen                                                                            | erhalten sind: 1 Bastion, das Rondell am Bickentor sowie 3 Stadttore u. 4 Türme der Stadtmauer |
| Burg Höhingen | Vogtsburg im Kaiserstuhl, OT Achkarren | 13. Jh./1620 moderner Ausbau | 1633 erobert, 1638 abgebrannt                                                                   | 1671 zum Abriss verkauft                                                                              | rondellierte Burg | minimale Ruinenreste |
| Schwedenschanze | Zuflucht (Schwarzwald) | vermutlich 1593 | vermutlich vor 1674                                                                             | aufgelassen                                                                                           | Feldbefestigung/Schanze | gut erhaltene rechteckige Wallanlage mit 4 Eckbastionen |
| Burgruine Hohengeroldseck | Seelbach, OT. Schönberg | um/ab 1693? |                                                                                                 | geschleift oder nur geplante Bastionierung?                                                           | bastionierte Höhenburg | Burgruine. Schon um 1900 waren keine Reste der Bastionen mehr vorhanden. |
| Barocke Verteidigungsanlagen im Schwarzwald | verschiedene Orte | 17. Jh. | bis um 1800                                                                                     | geschleift oder aufgelassen                                                                           | über 100 Befestigungsanlagen: Schanzen u. Landwehren                                                                                     | |
| Bayern | | |                                                                                                 | | | |
| Name | Ort | Beginn | Ende                                                                                            | Wann/Wie geendet                                                                                      | Art | Zustand |
| Schloss Johannisburg | Aschaffenburg | vor 1552/1604–1614 |                                                                                                 | | bastioniertes Schloss | von mehrere geplanten Bastionen wurde nur eine errichtet u. ist erhalten |
| Festungsstadt Augsburg | Augsburg | 1541–1545, 1605–1625, 1632–1635, 1645–1648, 1734–1735 | 1704, 1806–?                                                                                    | geschleift                                                                                            | Festungsstadt | etliche Teile erhalten: Jakobertor, Vogeltor, Bastion Lueginsland (zeitweise Zitadelle), Oblatterwall, Fünfgratturm, Bastion am Jakoberwall, Jakobertor, Roter Torwall |
| Zitadelle Lueginsland | Augsburg | um 1704 | 1707                                                                                            | aufgelassen                                                                                           | zeitweise zur Zitadelle ausgebaute Bastion der Festung Augsburg                                                                          | Teile erhalten |
| Schloss Scharfeneck | Baiersdorf | vor 1632 | 1632 zerstört                                                                                   | 1892 abgerissen                                                                                       | bastioniertes Schloss | nur ein Denkmal erinnert an das Schloss |
| Burg zu Burghausen | Burghausen | 11. Jh./Rondell um 1488 | 1891                                                                                            | 1800–? Teile abgerissen                                                                               | Bergfestung | längste Burg Europas mit 1051 m, weitgehend erhalten, Museum |
| Veste Coburg | Coburg | 1547 | 1820                                                                                            | aufgelassen                                                                                           | Bergfestung | komplett erhalten |
| Burg Donaustauf | Donaustauf | 10. Jh. Burg/Bastionen 1610 | 1633                                                                                            | erobert, gesprengt, aufgelassen, Steinbruch                                                           | Höhenburg mit Bastionen | Ruine |
| Willibaldsburg | Eichstätt | 1429–1445, 1560–1590, 1612–1636, 1636–1685 | 1880                                                                                            | Umnutzung                                                                                             | Bergfestung mit Schlossanlage | komplett erhalten |
| „Schwedenschanze“ bei Farchant, siehe Schanzanlagen bei Farchant | Farchant, zwischen Farchant u. Oberau | 1646–1648 |                                                                                                 | aufgelassen                                                                                           | Feldbefestigung, Landwehr | ca. 500 m Wall u. Grabenanlagen tw. erhalten |
| „Neue Schanz“ bei Farchant, siehe Schanzanlagen bei Farchant | Farchant, zwischen Farchant u. Oberau | 1702–1703 |                                                                                                 | aufgelassen                                                                                           | Feldbefestigung, Landwehr | ehem. ca. 1600 m Wall u. Grabenanlagen, Wassergräben, Reste erhalten |
| Festung Forchheim | Forchheim | 1552 | 1834                                                                                            | geschleift                                                                                            | Festungsstadt | teilweise erhalten |
| Burg Hohenberg an der Eger | Hohenberg an der Eger | 1480, 1499–1504, 1621/22 | 17. Jh.                                                                                         | aufgegeben, 1945 teilweise durch Beschuss zerstört                                                    | Bergfestung | weitgehend erhalten/wiederaufgebaut |
| Landesfestung Ingolstadt | Ingolstadt | 1537–1573, 1654–1662, 1828–1849 u. a. | 1912, 1937                                                                                      | aufgegeben                                                                                            | Festungsstadt mit Zwischenwerken und Fortgürtel, tw. klassizistische Festungsanlagen                                                     | Barockanlagen komplett geschleift, etliche spätere Anlagen erhalten, so Fort Prinz Karl, Fronte Preysing, Fronte Rechberg, Reduit Tilly des Brückenkopfes, fast alle Kavaliere erhalten, so auch Kavalier Hepp |
| Festung Königshofen | Königshofen, Bad Königshofen | 1544–1591 | 1826                                                                                            | geschleift                                                                                            | Festungsstadt | geringe Reste |
| Festung Rosenberg | Kronach | 1652–1699 | 1867                                                                                            | aufgelassen                                                                                           | Bergfestung | komplett erhalten |
| Plassenburg | Kulmbach | 1554–?, 1559–1592, bis 1607 | 1806                                                                                            | geschleift                                                                                            | Bergfestung, rondelliertes Schloss | tw. erhalten, Schloss mit äußerem u. innerem Westrondell |
| Festung Lichtenau | Lichtenau | 1558–1605 | nach 1688                                                                                       | Umnutzung                                                                                             | Renaissance-Talfestung | komplett erhalten |
| Festungsstadt Lindau | Lindau (Bodensee) | ab 1500, mehrere Schanzen ab 1650 |                                                                                                 | Abbruch 1811/12 u. 1853/56                                                                            | Festungsstadt mit mehreren Schanzen, Inselfestung                                                                                        | minimale Reste: Pulverturm (Lindau), Mangturm, Diebsturm, Reste der Maximiliansschanze heute in den Oskar-Groll-Anlagen |
| Festungsstadt München | München | 1619–1632, 1638–1640 | ab um 1800                                                                                      | fast komplett geschleift                                                                              | Festungsstadt | erhalten sind Isartor, Karlstor, Sendlinger Tor, sowie minimale Reste zweier Stadtmauern (Burgstraße 2 bis 12, im Rindermarkt 6, sowie an der Jungfernturmstraße) |
| Neuveste | München | Burg 1385, Geschütztürme 1460–1500 | um 1620 u. nach 1800                                                                            | stufenweise abgerissen                                                                                | zitadellenartige Wasserburg mit zwei Geschütztürmen und Kasematten                                                                       | Teile der Kasematten -heute unter der Münchner Residenz- blieben erhalten und können besichtigt werden |
| Bundesfestung Ulm, Festungsteile in Neu-Ulm | Neu-Ulm | 1844–1857 | 1906–                                                                                           | geschleift                                                                                            | Brückenkopf der Bundesfestung Ulm auf bayrischer Seite                                                                                   | etliche Anlagen sind in Teilen erhalten |
| Festungsstadt Nördlingen | Nördlingen | 16. Jh. Basteien | 1808–1826                                                                                       | Basteien, Vorwerke u. Sternschanzen tw. geschleift                                                    | Festungsstadt mit Rondellen u. vorgelagerten Sternschanzen                                                                               | Stadtmauer, Türme u. 1 Rondell weitgehend erhalten, siehe Liste der Baudenkmäler in Nördlingen |
| Festungsstadt Nürnberg | Nürnberg | 1527–1550 u. 1556–1559 Rondelle; 1538–1545 | 1866                                                                                            | aufgelassen                                                                                           | Festungsstadt | erhalten |
| Nürnberger Burg | Nürnberg | 11. Jh./1538–1545 | 1866                                                                                            | aufgelassen                                                                                           | bastionierte Burg | Burgbasteien mit öffentlich zugänglichen unterirdischen Gängen erhalten geblieben |
| Veste Oberhaus | Passau | 1674–1740 | 1867                                                                                            | Umnutzung                                                                                             | Bergfestung | komplett erhalten |
| Festungsstadt Rothenburg ob der Tauber | Rothenburg ob der Tauber | 1572–? Rondelle |                                                                                                 | | Festungsstadt | |
| Festung Rothenberg | Schnaittach | 1729–1750 | 1838                                                                                            | aufgelassen                                                                                           | Bergfestung | tw. verfallen |
| Festungsstadt Schweinfurt siehe auch Brückentor (Schweinfurt) | Schweinfurt | nach 1552–1554 Neubau, 1564 Mühltor (Schweinfurt), um 1640 schwedischer Ausbau                                                                                                |                                                                                                 | ca. 1832–1880 Abriss,                                                                                 | Festungsstadt | u. a. Teile der Stadtmauern mit Schalentürmen im OT Zürch, Stadtmauer „Am Oberen Wall“ mit Samtturm, östlicher Mauerabschnitt mit Wall, Grabenanlagen u. 2 Türmen erhalten, südlicher u. nördlicher Pulverturm, Reste der einstigen Bastionsmauer mit Grabenanlagen im Motherwell Park, geringe Reste einer Bastionsmauer mit erhaltenen Grabenanlagen in der Gymnasiumstr. 7 |
| Schloss Unterschwaningen | Unterschwaningen | bis 1620 | ?                                                                                               | entfestigt?                                                                                           | bastioniertes Barockschloss | ? |
| Burg Hohenlandsberg | Weigenheim, auf dem Hohen Landsberg bei Weigenheim | 12. Jh./Festungsausbau 1511 u. 1524 | 1554                                                                                            | zerstört, offenbar abgetragen                                                                         | Bergfestung, rondellierte Burg mit Geschütztürmen u. Kasematten                                                                          | Reste von Grundmauern, Wälle, Kasematten |
| Wülzburg | Weißenburg | 1588–1610 | 1867                                                                                            | aufgelassen                                                                                           | Bergfestung | komplett erhalten |
| Schloss Wörth an der Donau | Wörth an der Donau | 15. Jh.–17. Jh. |                                                                                                 | | Schloss mit Geschütztürmen | komplett erhalten |
| Festungsstadt Würzburg | Würzburg | 1655–1671 | nach 1866                                                                                       | aufgehoben, größtenteils geschleift                                                                   | Festungsstadt | Reste östlich der Würzburger Residenz, um die Festung Marienberg herum u. nordwestlich des Mainviertels: u. a. Pleidenturm, Stadtmauerreste. Areal der Stadtbefestigung ist seit 1880 der Ringpark. Siehe: Liste der Baudenkmäler in Würzburg |
| Festung Marienberg | Würzburg | 1648–1658 | 1867                                                                                            | aufgelassen                                                                                           | Bergfestung | komplett erhalten |
| Alte Veste | Zirndorf | 1632 | 1632                                                                                            | aufgelassen                                                                                           | Feldbefestigung um mittelalterliche Burg, befestigtes Feldlager                                                                          | teilweise erhalten |
| Berlin | | |                                                                                                 | | | |
| Name | Ort | Beginn | Ende                                                                                            | Wann/Wie geendet                                                                                      | Art | Zustand |
| Burg Berlin („Schloss zu Cölln“) | Berlin-Mitte, Museumsinsel (Berlin), ehem. „Cöllnischer Werder“ der Stadt Cölln                                                                         | 1443–1451 | ab 1537                                                                                         | Schleifung vor Neubau eines unbefestigten Wohnschlosses                                               | zitadellenartiges Burgschloss, kurbrandenburgische Zitadelle gegen die Städte Cölln und Berlin                                           | keine oberirdischen Zeugnisse erhalten |
| Festung Berlin | Berlin | 1640–1683 | 1740–um 1900                                                                                    | Schleifung                                                                                            | Festungsstadt | fast vollständig abgerissen, siehe auch Berliner Stadtmauer |
| Festung Spandau | Berlin-Spandau | um 1600–1650, 1800–1814, 1832–1866, 1873–1903 | 1903                                                                                            | Auflassung/Schleifung                                                                                 | Festungsstadt | geringe Reste, so Batardeau im Stabholzgarten, Reste der Teltower Schanze, Reduit der Burgwallschanze, mehrere Kasernengebäude, Garnisonlazarett, Artilleriewagenhäuser u. a. |
| Zitadelle Spandau | Berlin-Spandau | 1557–1594 | 1903                                                                                            | aufgelassen                                                                                           | Renaissance-Zitadelle | bemerkenswert komplett erhalten inkl. Bootshafen u. Bergfried der mittelalterlichen Burg |
| Fort Hahneberg | Berlin-Staaken, auf dem Hahneberg in Berlin-Staaken | 1882–1888 | 1903                                                                                            | Auflassung                                                                                            | Außenfort der Festung Spandau | fast vollständig erhalten u. zu besichtigen; letztes errichtetes Artilleriefort im Deutschen Reich |
| Brandenburg | | |                                                                                                 | | | |
| Name | Ort | Beginn | Ende                                                                                            | Wann/Wie geendet                                                                                      | Art | Zustand |
| Burg Eisenhardt | Belzig, Bad Belzig | 10. Jh. Burg/ab 1477 u. um 1680–1691 Festung |                                                                                                 | Umnutzung, 1849 restauriert                                                                           | Bergfestung, Burg mit Rondellen, spätgotisch                                                                                             | weitgehend erhalten, Museum |
| Fort Gorgast, siehe auch Westliche Außenwerke der Festung Küstrin | Gorgast | 1883–1889 (Fort Gorgast) | nach 1945                                                                                       | aufgelassen, Teile gesprengt (Fort Gorgast)                                                           | Fort Gorgast | Fort Gorgast überwiegend erhalten mit Wassergraben. Im Inneren ist ein artesischer Brunnen vorhanden. Museal genutzt. |
| Kiekebusch-Eisenbahnbrücke | Kiekebusch (Cottbus) | 1867 |                                                                                                 | Befestigung aufgelassen                                                                               | Fortifizierte Eisenbahnbrücke | Befestigungsanlagen gut erhalten, modernisierte Brücke ist in Benutzung |
| Westliche Außenwerke der Festung Küstrin: Lünetten B bis D | Küstrin-Kietz | | nach 1945                                                                                       | aufgelassen                                                                                           | Lünetten der Festungsstadt Küstrin | Reste der Festungswerke, vom Verfall bedrohte Artillerie-Kaserne (um 1900) |
| Burg und Festung Bärenkasten Oderberg | Oderberg, ehem. Oderinsel „Festungswerder“ in Oderberg                                                                                                  | 14. Jh. mittelalt. Burg/um 1600–1635 u. ab 1688 Festung | 1720–?/1750                                                                                     | aufgelassen, Steinbruch                                                                               | Inselfestung, Kastelltypus mit Renaissance-Festungsanlage in Sternform sowie Außenforts u. Schanzen                                      | Burgruine u. Reste einer Schanze |
| Zitadelle und Festung Peitz | Peitz | 12. Jh./1559–1562 Zitadelle, 1590–1595 Festungsstadt, 1756– | 1767                                                                                            | Schleifung                                                                                            | Festungsstadt u. separate Zitadelle | Festungsturm der ehem. Zitadelle erhalten, Amtshaus u. Reste des Kornmagazines im Areal der abgerissenen Stadtfestung, sonst nur geringe Reste |
| Fort im Park von Sanssouci | Potsdam, Schlosspark Sanssouci | 1893 |                                                                                                 | 2004 zugeschüttet                                                                                     | Festungsmodell | zugeschüttet |
| Schloss Senftenberg | Senftenberg | 17. Jh. | 1764                                                                                            | Umnutzung                                                                                             | Talfestung, bastioniertes Schloss | gut erhalten, gilt als besterhaltene Renaissancefestung Deutschlands in Erdbauweise (Bastionen u. Wallanlagen nur aus Erdaufschüttungen) |
| Festungsstadt Wittstock | Wittstock/Dosse | 17. Jh., 1812 |                                                                                                 | | Festungsstadt | mittelalterl. Stadtbefestigung fast um die ganze Stadt herum erhalten geblieben |
| Bremen | | |                                                                                                 | | | |
| Name | Ort | Beginn | Ende                                                                                            | Wann/Wie geendet                                                                                      | Art | Zustand |
| Festungsstadt Bremen | Bremen | 13. Jh./1512–1514, 1620–1664 | 1802–                                                                                           | geschleift                                                                                            | Festungsstadt | heute Parkanlage Bremer Wallanlagen auf dem Gelände der Befestigungen mit weitgehend erhaltenem zickzackförmigem Wassergraben, Reste zweier Schalentürme der Stadtmauer, vier klassizistische Wachhäuser des 19. Jh. am Ansgaritor, Ostertor (zwei Wachhäuser) u. an der Bischofsnadel |
| Schanze Havenhaus Vegesack | Bremen, OT Vegesack | 1653– |                                                                                                 | | schwedische Schanze am Vegesacker Hafen                                                                                                  | das mehrfach umgebaute Havenhaus ist erhalten |
| Pulvermagazin Speckenbüttel | Bremerhaven, Speckenbütteler Park | 1874/75 |                                                                                                 | | Friedenspulvermagazin mit umlaufendem Wassergraben u. Schutzwall                                                                         | Graben u. Wall zu 2/3 erhalten, das aus Brettern errichtete Magazin ist fast ganz original erhalten |
| Fort Wilhelm (Bremerhaven) | Bremerhaven, Einfahrt zum Alten Hafen in Bremerhaven | 1830–1834 | 1874                                                                                            | geschleift                                                                                            | Hafenfort, halbkreisförmige Batterie | |
| Dockbatterie (Bremerhaven) | Bremerhaven, an der Schleuse zum Neuen Hafen in Bremerhaven                                                                                             | 1849 | 1866–                                                                                           | entfestigt, geschleift                                                                                | Batterie an der Einfahrt zum Neuen Hafen                                                                                                 | |
| Turmfort/Weserhauptbatterie (Bremerhaven) | Bremerhaven, nördlich der Schleuse zum Neuen Hafen in Bremerhaven                                                                                       | 1865 | 1872                                                                                            | geschleift                                                                                            | | |
| Geestendorfer Schanzen | Bremerhaven, Geestemünde in Bremerhaven | 1628, 1639 |                                                                                                 | | 2 Schanzen an Geestemündung | |
| Festung Carlsburg | Bremerhaven, Lehe (Bremerhaven) | um 1670–1675, um 1680 | 1676 geschleift                                                                                 | 1700 aufgelassen                                                                                      | Festungsstadt, schwedisch | planiert, überbaut mit französischer Schanze 1812, Stadt Bremerhaven u. Fort Wilhelm |
| Leher Schanze | Bremerhaven, Lehe (Bremerhaven) | 1639, 1653 | 1648 erstmals geschleift, 1672 aufgelassen                                                      | | Schanze mit Erdbastionen in letzter Geesteschleife vor der Mündung                                                                       | |
| Haubitzenbatterie Weddewarden | Bremerhaven, Weddewarden in Bremerhaven | nach 1900 |                                                                                                 | | Batterie | |
| Fort Brinkamahof I | Bremerhaven, Brinkamahof, OT von Weddewarden/Imsum | 19. Jh. |                                                                                                 | | Küstenfort | nichts mehr existent, Hafenbecken an dieser Stelle |
| Fort Brinkamahof II | Bremerhaven, Brinkamahof, OT von Weddewarden/Imsum | 1876–1879 |                                                                                                 | 2000: Reste beseitigt                                                                                 | Fort in der Wesermündung | Festungsinsel am Rand des Containerterminals erhalten |
| Hamburg | | |                                                                                                 | | | |
| Name | Ort | Beginn | Ende                                                                                            | Wann/Wie geendet                                                                                      | Art | Zustand |
| Festungsstadt Hamburg | Hamburg | 1616–1625 | 1805                                                                                            | geschleift                                                                                            | Festungsstadt | Rudolphusbastion tw. erhalten |
| Festung Harburger Schloss | Hamburg-Harburg | 1644, 1656 |                                                                                                 | | Polygonalfestung mit Schloss u. leichte Befestigung der Stadt                                                                            | erhalten: 1 Flügel des Schlosses; Umrisse der Festungsanlagen an den Kaikanten der Schlossinsel noch tw. zu erkennen |
| Hamburger Sternschanze | Hamburg-Sternschanze | 1682 | 1866                                                                                            | um 1900 abgetragen                                                                                    | der Festungsstadt Hamburg vorgelagerte Befestigung                                                                                       | siehe auch Sternschanzenpark |
| Hessen | | |                                                                                                 | | | |
| Name | Ort | Beginn | Ende                                                                                            | Wann/Wie geendet                                                                                      | Art | Zustand |
| Burg Ronneburg | Altwiedermus | 12./15. Jh. | 16. Jh.                                                                                         | | Bergfestung, Burg mit Festungsbauwerken                                                                                                  | weitgehend erhalten, Museum |
| Fort Biehler | Mainz-Kastel | 1880 | 1884                                                                                            | 1919                                                                                                  | Letztes Fort der Festung Mainz | Teilweise erhalten, kann nicht besichtigt werden. |
| Wasserburg Babenhausen | Babenhausen | um 1200/1460–1470 Batterietürme, Wall u. Kasematten |                                                                                                 | Umnutzung zu Wohnzwecken u. ehem. als Haftanstalt                                                     | Wasserburg mit Kasematten u. Geschütztürmen                                                                                              | Schloss mit weitgehend erhaltenen Befestigungsanlagen |
| Sternschanze (Lahnau) | Biebertal | 1759 |                                                                                                 | aufgelassen                                                                                           | Sternschanze | Erdanlagen sehr gut erhalten |
| Burg Herzberg | Breitenbach am Herzberg | 13. Jh./1480–1497 | 1786                                                                                            | aufgelassen                                                                                           | rondellierte Burg | restaurierte Burgruine mit Rondell u. Batterie |
| Burg Breuberg | Breuberg | um 1150/Rondell um 1480 |                                                                                                 | | Höhenburg mit Rondell u. Geschütztürmen                                                                                                  | weitgehend erhalten |
| Schloss Wolkersdorf | Bottendorf (Burgwald) | 1479 | 1811–1813                                                                                       | zum Abriss verkauft                                                                                   | rondelliertes Wasserschloss | |
| Festungsstadt Büdingen | Büdingen | 1476–1503 Neuausbau |                                                                                                 | | Festungsstadt mit Geschütztürmen | große Teile der Anlagen erhalten, so Jerusalemer Tor, Meliorsturm, Roter Turm, Grüner Turm, Großes Bollwerk und Hexenturm, Ludwigsturm, Pulverturm u. a. |
| Burg Falkenstein | Falkenstein im Taunus | um 1350 | nach 1780                                                                                       | Steine zum Aufbau von Häusern verwendet                                                               | Bergfestung, Burg mit Geschütztürmen | Ruine |
| Dillenburger Schloss | Dillenburg | um 1240 | 1760/1768                                                                                       | nach Beschuss abgebrannt/geschleift                                                                   | Bergfestung, bastioniertes Schloss | Ruine mit zugänglichen Kasematten |
| Festungsstadt Frankfurt | Frankfurt am Main | |                                                                                                 | 1804–? Entfestigung                                                                                   | Festungsstadt, Polygonalfestung | nur geringe Reste erhalten, Kasematten unter Friedberger Bastion (Bleichstr.) öffentlich zugänglich |
| Burg Rödelheim | Frankfurt-Rödelheim | 13. Jh./1446 | 1802                                                                                            | zum Bau eines klassizistischen Schlosses abgerissen                                                   | Talfestung, rondellierte Burg | keine Überreste der Burg vorhanden, Schlossruine 1955 beseitigt, Grundmauern des Schlosses freigelegt in Parkanlage |
| Reichsburg Friedberg | Friedberg | Geschütztürme um 1500 |                                                                                                 | | Burg mit Geschütztürmen und Rondellen | Reste erhalten: Bergfried Adolfsturm mit Doppeltoranlage, Äußeres Nordtor der Burg, Südtor der Burg mit Brücke und Wachthaus, doppelte Ringmauer, Geschützturm „Dicker Turm“ (um 1500) |
| Wasserburg Friedewald | Friedewald | 12. Jh./Rondell 1476 |                                                                                                 | | Talfestung, rondellierte Wasserburg | bemerkenswerte Wasserburg die tw. in Frührenaissance-Festung umgebaut wurde, 3 Festungstürme, Ruine |
| Schwedenwall auf der Hohen Hölle | Gersfeld, Nordseite des Bergs Hohe Hölle bei Gersfeld (Rhön)                                                                                            | vermutlich 1618–1648 |                                                                                                 | aufgelassen                                                                                           | Dreieckschanze | |
| Festung Gustavsburg | Ginsheim-Gustavsburg | 1638 |                                                                                                 | geschleift                                                                                            | Polygonalfestung | nichts erhalten |
| Burg Greifenstein | Greifenstein | 12. Jh./15. Jh. | 1676 Burg, 1693 Barockschloss                                                                   | aufgelassen                                                                                           | Bergfestung, bastionierte Burg mit Geschützturm u. Barockschloss                                                                         | Ruine, Doppelturm (Bruderturm), Doppelkapelle, Kasematten, Burgmuseum, Glockenmuseum im Geschützturm |
| Festung Hanau | Hanau | um 1303/ab 1528 Festung | 1806                                                                                            | geschleift                                                                                            | Festungsstadt, Polygonalfestung | nur geringe Reste erhalten |
| Starkenburg (Burg) | Heppenheim (Bergstraße) | 12./15. Jh. | 18. Jh.                                                                                         | aufgegeben                                                                                            | Bergfestung | Ruine u. Jugendherberge, Bausubstanz hauptsächlich der Spätgotik sowie eine barocke Festungsbastion erhalten |
| Festung Kassel | Kassel | 1523 |                                                                                                 | | Festungsstadt | |
| Landgräfliches Residenzschloss Kassel | Kassel | 1462–1466/um 1500, 1556–1562, 1523 Fuldarondell | 1811/1816                                                                                       | Brandschaden/Abriss, überbaut mit Chattenburg                                                         | rondelliertes Wasserschloss | heute Bürohochhaus des Regierungspräsidiums an dieser Stelle, Fuldarondell blieb erhalten |
| Burg Königstein | Königstein im Taunus | |                                                                                                 | | Bergfestung | Ruine |
| Festungsstadt Lich | Lich | 16. Jh.– |                                                                                                 | | Festungsstadt mit Rondellen u. einbezogener Wasserburg Schloss Lich                                                                      | |
| Marburger Schloss | Marburg | 1522–1523 Südwestrondell |                                                                                                 | | Bergfestung, rondellierte Burg mit Kasematten                                                                                            | komplett erhalten |
| Schloss Philippseck | Münster (Butzbach) | |                                                                                                 | | befestigtes Schloss | nichts erhalten |
| Burg Münzenberg | Münzenberg | 11./15. Jh. | 16. Jh.                                                                                         | aufgegeben                                                                                            | Bergfestung | Burgruine museal genutzt, ein Festungsturm (Geschützturm) weitgehend erhalten |
| Burg Stein (Hessen) | Nordheim (Biblis) | 16. Jh. röm. Kastell, mittelalt. Folgeburg, Festungsausbau | 17. Jh.                                                                                         | zerstört                                                                                              | Talfestung | erhaltene Mauerreste aus röm. u. mittelalt. Zeit, Erdbastionen der Festung tw. erhalten |
| Burg Ober-Ense | Ober-Ense (Korbach) | 14. Jh. |                                                                                                 | aufgelassen                                                                                           | Talfestung, rondellierte Wasserburg | Reste der 2 Ecktürme u. einer Mauer |
| Schwedenschanze (Gersfeld) | Reesberg (Rhön) | 17. Jh. |                                                                                                 | | Doppelwall-Sternschanze | liegt in einem Truppenübungsplatz |
| Festung Rüsselsheim | Rüsselsheim am Main | 1399 | 1689                                                                                            | Sprengung durch französ. Truppen                                                                      | rondellierte Festung | tw. geschleift |
| Schloss Spangenberg | Spangenberg | 13. Jh./Festung um 1580–1636 | 1763–                                                                                           | Umnutzung als Gefängnis                                                                               | Bergfestung, rondellierte Burg mit Bastionen u. Kasematten                                                                               | komplett erhalten mit Geschützturm u. unterirdischen Gängen zwischen den Festungswerken; Hotel, Jagdmuseum |
| Schloss Steinau | Steinau an der Straße | 1525– |                                                                                                 | | festungsartig errichtetes Burgschloss | früher Renaissance-Festungsbaustil, komplett erhalten, Museum |
| Festungsanlagen auf Rheininsel Petersaue | Wiesbaden, OT Mainz-Kastel/OT Mainz-Amöneburg | 1792–?, 1841–1848, Turmfort 1845 | bis 1921 Turmfort abgebrochen                                                                   | geschleift                                                                                            | mehrere Batterien, 1 Turmfort, Vorwerke der Bundesfestung Mainz                                                                          | |
| Brückenkopf der Bundesfestung Mainz in Kastel | Wiesbaden, OT Mainz-Kastel | 1792–?/ab 1816 u. a. | bis 1921 tw. abgebrochen                                                                        | geschleift                                                                                            | Brückenkopf der Bundesfestung Mainz | erhalten: Bastion von Schönborn (Neubau) u. Reduit (Mainz-Kastel) |
| Fort Großherzog von Hessen (auch: Fort Montebello) | Wiesbaden, OT Mainz-Kastel | 1805–1813 | bis 1921 abgebrochen                                                                            | geschleift                                                                                            | Fort, Flügelwerk des Brückenkopfes der Bundesfestung Mainz                                                                               | nichts erhalten, lediglich die Straße „Im Fort Montebello“ erinnert noch daran |
| Wasserfestung Ziegenhain | Ziegenhain | 1622 | 1808                                                                                            | geschleift                                                                                            | Festungsstadt | geringfügig erhalten |
| Mecklenburg-Vorpommern | | |                                                                                                 | | | |
| Name | Ort | Beginn | Ende                                                                                            | Wann/Wie geendet                                                                                      | Art | Zustand |
| Festungsstadt Anklam | Anklam | 16. Jh., nach 1615, 1648 | 1806–?                                                                                          | geschleift                                                                                            | Festungsstadt mit vorgelagerter Anklamer Landwehr                                                                                        | Steintor, Hoher Stein, Pulverturm |
| Schanze auf dem „Schanzenberg“ Anklam | Anklam, Schanzenberg, OT von Anklam | 17. Jh. | ca. 1815                                                                                        | | Schanze zum Schutz der Peeneeinfahrt | |
| zwei Schanzen bei Damgarten und Ribnitz am Fluss Recknitz: eine davon mit dem Jaromarsturm, einer ehemaligen Turmhügelburg, Ausbau zur Sternschanze; „Alte Schanze“ bei Ribnitz | Damgarten/Ribnitz | nach 1618/vor 1630 |                                                                                                 | | zwei Schanzen, eine mit Wartturm | Bodendenkmal Turmhügelburg Jaromarsturm bei Damgarten |
| Festung Demmin | Demmin | 1546/47, 1631, 1641–1659, 1675, um 1720, 1757 | 1759                                                                                            | geschleift                                                                                            | Festungsstadt u. a. mit einer Halbmondschanze                                                                                            | Neben dem Luisentor u. dem Pulverturm (Demmin) bestehen heute im Westteil der Stadt noch Reste der Stadtmauer. Im Süden u. Norden der Altstadt sind Teile der befestigten Wallanlagen vorhanden. Östlich des Stadtkerns befindet sich ein trockener Stadtgraben. |
| Halbmondschanze Demmin | Demmin, ehem. nordöstlich der Stadt Demmin gelegen | um 1757 |                                                                                                 | | Schanze als Vorwerk der Festung Demmin                                                                                                   | |
| Festung Dömitz | Dömitz | 14. Jh.–? Burg, 1559–1565 | 1750/1894                                                                                       | aufgelassen, Umnutzung                                                                                | Talfestung | eine der besterhaltenen Renaissancefestungen Deutschlands, siehe auch Schlacht bei Dömitz |
| Festungsstadt Dömitz | Dömitz | 16. Jh.–17. Jh.? |                                                                                                 | aufgelassen                                                                                           | Festungsstadt, bastionierte Stadtbefestigung                                                                                             | ? |
| Eisenbahnbrücke Dömitz | Dömitz | 1871–1873 | 1945, 1978, 1988                                                                                | bombardiert, abgerissen                                                                               | fortifizierte Eisenbahnbrücke | Brücke teilweise noch vorhanden, Brückenhäuser vollständig erhalten |
| Schanze um die Eldeschleuse an der Eldemündung in die Elbe | Dömitz, nahe Dömitz | bis 1822 |                                                                                                 | aufgelassen                                                                                           | Schanze um Eldeschleuse | Erdwerke erhalten |
| Schwedenschanze oder auch „Alte Schanze“ auf der Fährinsel | Fährinsel vor Insel Hiddensee | um 1715 |                                                                                                 | | Dreieckschanze mit drei Bastionen u. Wassergraben                                                                                        | gut erhaltene Anlage im Vogelschutzgebiet an Ostseite der nicht öffentlich zugänglichen Insel |
| Festung Greifswald | Greifswald | 14./16. Jh., 1626, 1678 | 1798–                                                                                           | geschleift                                                                                            | Festungsstadt | Teile des ehem. mittleren Stadtwalles (Hauptwall) erhalten: Wassergraben („Wallgraben“), Erdwälle (Kastanienwall u. Lindenwall), sowie der Fangenturm |
| Festung und Schloss Poel | Kirchdorf (Poel) auf Insel Poel | 1614–1618 | 1648–                                                                                           | zerstört, verfallen u. abgetragen                                                                     | Seefestung, Renaissance-Festung mit Renaissanceschloss darin                                                                             | geringe Reste, vor allem Wälle u. Gräben |
| Schanze von Grünschwade gegenüber der Peenemünder Schanze | Kröslin, ehem. östlich von Freest auf der Landzunge „Holm“ nahe der Insel Dänholm                                                                       | 1630 schwedischer Bau, nach 1720 preußische Neubefestigung, vermutl. auch 1848 u. 1870                                                                                        | 1871? Schanze, 1888 Siedlung abgebrochen                                                        | geschleift                                                                                            | Feldbefestigung/Schanze mit Militärhafen                                                                                                 | ? |
| Festung und Burg Löcknitz | Löcknitz | 12./16. Jh. | ab ca. 1720                                                                                     | mehrfache Zerstörungen u. aufgelassen                                                                 | Talfestung, bastionierte Wasserburg der Renaissance                                                                                      | im Wesentlichen nur der Bergfried u. einige Mauern erhalten |
| Festung Loitz | Loitz | 16.–17. Jh. |                                                                                                 | | Festungsstadt mit einbezogenem Schloss Loitz                                                                                             | Bastionen, Wälle, Gräben u. Mauern sind heute noch in Relikten, besonders an der West- u. Nordseite der Stadt erhalten |
| Befestigungsanlagen des Ortes Altefähr | Rügen: Altefähr auf Rügen | vor 1628 | 1808–1819                                                                                       | geschleift                                                                                            | Polygonale Ortsbefestigung mit vier Bastionen, Graben u. vorspringenden Redouten                                                         | stark verflachte Spuren eines Grabens am südlichen Rand des Kurparks erhalten |
| „Alte Schanze“ (oder „Fährschanze“) Altefähr | Rügen: Altefähr, bei Altefähr auf Rügen | vor 1628 | 19. Jh.                                                                                         | geschleift                                                                                            | Schanze, Vorposten der Stadtfestung Stralsund auf Rügen                                                                                  | quadratische, zum Kliff hin offene Redoute (Durchmesser 40 m) am nördlichen Ende des Kurparks |
| Sternschanze auf Halbinsel Bug | Rügen: Bug, Halbinsel Bug auf Rügen | vor oder ab 1677 | mindestens bis 1761                                                                             | | Sternschanze mit Posthaus | geringe Reste an der Südspitze des Bug vorhanden |
| Schanze Glewitz (auch: „Dänen-Schanze“) | Rügen: Glewitz auf Rügen | vor 1661 |                                                                                                 | | Feldbefestigung/Schanze | Wallreste 450 m westlich der Glewitzer Fähre |
| Schanze Glowitz | Rügen: Glowitz auf Rügen | 1677 |                                                                                                 | | polygonale Erdschanze | 400 m nordöstlich „Muglitzer Ort“, Teile des Grabens auf dem Gelände des ehemaligen Kinderferienlagers „RAW Salbke“erhalten. Östlicher Teil eingeebnet. |
| Fort Grahlhof (mit westlichem und östlichem Flügelwerk) | Rügen: Grahlhof auf Rügen | 1876 | 1898                                                                                            | komplett geschleift                                                                                   | Fort am Strelasund, Außenfort der Festung Stralsund zum Schutz der Fährverbindung                                                        | ehem. 600 m nordwestlich der Fähre, nur das Wallmeisterhaus erhalten. 1898 wurden die Gräben zugeschüttet, das Fort abgerissen. |
| Projekt Rügenhafen | Rügen: Groß Banzelvitz, OT von Rappin am Jasmunder Bodden auf Rügen                                                                                     | um 1850/1937/1950 |                                                                                                 | nur geplantes oder minimal begonnenes Projekt                                                         | befestigter Kriegshafen, u. a. mit Forts                                                                                                 | |
| Kriegshafen Gustavia (Rügen) | Rügen: Groß Zicker auf Rügen | 1806–1813 |                                                                                                 | nur begonnenes schwedisches Projekt                                                                   | befestigter Kriegshafen | Reste der Hafenanlage im Wasser südwestlich des Zicker’schen Höft |
| Prosnitzer Schanze und Fort Napoleon(Prosnitz), (auch: Neufährschanze oder Gustower Schanze)                                                                                    | Rügen: Gustow, Prosnitzer Halbinsel, Prosnitz, OT von Gustow auf Rügen                                                                                  | Anfang 17. Jh./ab 1812 | 1870                                                                                            | aufgelassen                                                                                           | erst Schanze, ab 1812 Fort, Vorposten der Festung Stralsund an der Einfahrt in den Strelasund                                            | Wassergraben, Wallreste, geringe Mauerreste |
| „Ortsschanze“ am Drigger Ort | Rügen: Gustow, Halbinsel Drigge nahe Gustow auf Rügen                                                                                                   | vor 1628, 1849 | um 1870                                                                                         | aufgelassen                                                                                           | Schanze/Redoute | rechteckige Redoute mit Wallanlage u. Wassergraben |
| ehem. Küstenbatterie Drigge | Rügen: Gustow, Ostseite der Halbinsel Drigge nahe Gustow auf Rügen                                                                                      | 1879 |                                                                                                 | | Küstenbatterie | Auf dem Höhenzug östlich der Ferienhaussiedlung Reste einer Küstenbatterie für vier 15 cm-Ringgeschütze. Reste vom Ziegel-Betonmauerwerk u. der Decke der Untertreträume sowie Bodenbeläge der Geschützplattformen erhalten |
| Schwedenschanze Juliusruh | Rügen: Juliusruh auf Rügen | 17. Jh./um 1811 |                                                                                                 | | schwedische Feldbefestigung/Schanze | Überreste am Ortseingang Juliusruh neben dem Gemeindehaus, Wallanlage mit Grabenresten |
| östliches Flügelwerk zum Fort Grahlhof | Rügen: Klein-Bandelvitz auf Rügen | 1884 | 1894?                                                                                           | | evtl. nur geplante Anlage 500 m östlich des Fort Grahlhof                                                                                | keine Reste sichtbar |
| Schanze bei Klein Zicker | Rügen: Klein Zicker auf Rügen | um 1700 | nach 1815                                                                                       | teilweise geschleift                                                                                  | schwedische Schanze auf Rügen | kreisrunder Wall erhalten |
| Schwedenschanze Neukamp | Rügen: Neukamp (Putbus) auf Rügen | um 1678 |                                                                                                 | | schwedische Feldbefestigung/Schanze | Überreste südlich des Ortes nahe bei der Preußensäule erhalten, siehe auch Invasion Rügens (1678) mit Abbildung der Schanze Neukamp |
| Schanze Poppelvitz | Rügen: Poppelvitz auf Rügen | vor 1694 |                                                                                                 | | Schanze/Redoute | rechteckige Redoute innerhalb des Ferienlagers Poppelvitz |
| Schanze auf dem „Schanzenberg“ Prora | Rügen: Prora auf Rügen | um 1800 |                                                                                                 | | Feldbefestigung/Schanze | |
| Sternschanze Ralow („Schanzentief“) | Rügen: Ralow auf Rügen | vor 1694 |                                                                                                 | | Sternschanze u. Redoute | minimale Reste am Ufer des Kubitzer Boddens |
| Schwedenschanze am Stolper Haken | Rügen: Schaprode, 4 km nördlich von Schaprode auf Rügen                                                                                                 | ca. 1700–1720 |                                                                                                 | | Schanze | Reste vorhanden |
| zwei Schanzen bei Staphel („Diepengrund“ oder auch „Schanzenberge“) | Rügen: Staphel, Gemeinde Staphel auf Rügen | um 1813 |                                                                                                 | | Feldbefestigung/Schanze | 500 m südöstlich von Staphel auf einem Höhenzug (u. a.mit dem Reh-Berg) Reste von zwei miteinander über zwei 30 m lange Wälle verbundenen Redouten, eine sechseckige Redoute |
| Schanzen zwischen Klein Zicker und Thiessow, siehe Thiessow | Rügen: Thiessow auf Rügen | um 1700 | nach 1815                                                                                       | fast alle komplett geschleift                                                                         | 7 schwedische Schanzen auf Rügen | im Wesentlichen nur Reste der beiden Schanzen bei Klein Zicker u. auf dem Lotsenberg erhalten |
| Batteriestellungen auf Halbinsel Zudar | Rügen: Zudar, Halbinsel Zudar auf Rügen | |                                                                                                 | | Batteriestellungen | Reste von zwei Stellungen erhalten |
| Peenemünder Schanze, siehe auch: Erstürmung der Peenemünder Schanze | Peenemünde | 1715– | 1759 u. 1871–                                                                                   | geschleift                                                                                            | eine barocke Schanze u. späteres Fort. Nahe diesem Objekt befindet sich auch die ehem. Schanze von Grünschwade                           | Bodendenkmal |
| Burg Plau | Plau am See | 13. Jh./Festung 1448–1463, 1538 u. 1540– | nach 1660                                                                                       | weitgehend geschleift                                                                                 | Talfestung, rondellierte Wasserburg | Bergfried u. Amtshaus erhalten, Museum |
| Festung Rostock | Rostock | 13. Jh./1559–?, 1574–1587, 1608–? ab 1628, 1635, 1717 | 1720–? u. ab 1832                                                                               | geschleift                                                                                            | Festungsstadt mit mehreren Schanzen | erhalten: drei der massiven Landtore aus Backstein (Steintor (Rostock), Kuhtor (Rostock), Kröpeliner Tor), 1 Strandtor aus klassizistischer Zeit (Mönchentor), ein Mauerturm (Lagebuschturm), Fischerbastion, große Teile der Stadtmauer (etwa 1300 m), sowie Teile des Festungswalls |
| Zitadelle Rostock | Rostock | 1566– | 1573/74                                                                                         | komplett geschleift                                                                                   | herzogliche Zitadelle im Areal des heutigen Rosengartens                                                                                 | |
| Fort auf dem Ruden | Ruden (Insel) | 1715 |                                                                                                 | | evtl. nur geplantes rechteckiges bastioniertes Fort mit Kronenwerk an der Südspitze der Insel                                            | bislang wurden keine Überreste aufgefunden |
| Festung und Zitadelle Schwerin | Schwerin | 16. Jh., um 1550 Zitadelle |                                                                                                 | weitgehend geschleift                                                                                 | Festungsstadt u. Zitadelle des Schweriner Schlosses                                                                                      | Stadtmauerreste in der Burgstraße erhalten. Auf der Schlossinsel sind die Bastionen der ehem. Zitadelle im Nordwesten, Südosten u. Westen im Wesentlichen erhalten geblieben |
| Burg und Festung Spantekow | Spantekow | 12. Jh./1558–1567 | 1677                                                                                            | belagert, zerstört, teilweise geschleift u. gesprengt                                                 | Talfestung, Wasserburg mit Festungsbauwerken                                                                                             | u. a. Schloss, Wassergraben, Torhaus, Kasematten |
| Veste Landskron | Spantekow, OT Janow | 1576–1579 | 17. Jh.                                                                                         | aufgelassen                                                                                           | Talfestung, noch burgartiges Renaissance-Wasserschloss mit Festungsbauwerken                                                             | bemerkenswerte/ungewöhnliche Anlage (wegen des späten Bauzeitpunktes für eine Anlage dieser Art), Ruine |
| Festung Stralsund siehe auch Belagerung von Stralsund (1678) | Stralsund | 1627–1628, 1630– | 1808– u. 1873–                                                                                  | 1873 Aufhebung, geschleift                                                                            | Festungsstadt mit 13 Bastionen, im 19. Jh. mit Außenforts                                                                                | erhalten sind einige Teile der Stadtmauer: Am Frankenwall, Knieperwall, Fährwall, Kniepertor, Kütertor (Stralsund), Fährwall (Stralsund), Schillstraße 39 (Stralsund), Lotsenhaus Stralsund, Garnisonslazarett, Hospitaler-, Küter- u. Katharinenbastion, Mühlenbastion u. teils die Tribseer-Tor-Bastion, Heilgeist- u. Kronlastadiebastion, Weingarten- u. Blauturmbastion sowie Reste der Schützenbastion |
| Pommersche Schanze/Pommersche Batterie, auch bekannt als Schwedenschanze (Stralsund)                                                                                            | Stralsund | um 1870 | ab ca. 1880                                                                                     | geschleift                                                                                            | Außenfort der Stadtfestung Stralsund | Graben u. Mauerreste u. a. von Geschützstellungen erhalten, heute in der Großen Parower Str. gelegen |
| Festung Dänholm | Stralsund, Insel Dänholm vor Stralsund | vor 1628 | 1873                                                                                            | Sternschanze geschleift, spätere Anlagen entfestigt                                                   | Sternschanze u. spätere Inselfestung, Vorposten der Stadtfestung Stralsund                                                               | erhalten Anlagen des 19. Jh., u. a. Kasernengebäude, Wallanlagen u. Kasematten auf dem sogenannten „Kleinen Dänholm“ |
| Festung Wismar | Wismar | 1680– u. a. | 1717–1718                                                                                       | geschleift                                                                                            | Festungsstadt mit vorgelagertem Inselfort Walfisch                                                                                       | u. a. Wassertor (Wismar), Alter Wasserturm (Wismar), Gewölbe (Wismar), Altes Zeughaus Wismar, siehe auch Gefecht bei Lübow |
| Fort Walfisch | Wismar, Walfisch (Insel) vor Wismar | 1618–1632, 1644, 1682–1696 | 1717–1718                                                                                       | geschleift/gesprengt                                                                                  | Inselfort der Festungsstadt Wismar mit Geschützturm                                                                                      | Reste unter Wasser der Ostsee |
| Festung Wolgast | Wolgast | 17. Jh. |                                                                                                 | geschleift                                                                                            | Festungsstadt | Reste der Stadtmauer westlich der Altstadt u. an der B 111 kurz vor dem Hafen gegenüber dem Runge-Haus |
| Schloss und Zitadelle um Schloss Wolgast | Wolgast, Schlossinsel (Wolgast) | 1496–?, 1558–1563 Schloss, um 1547 Festungsausbau | 1637–? Verfall, 1675 u. 1713 Zerstörungen                                                       | zerstört, verfallen, bis 1820 komplett abgetragen                                                     | Zitadelle um Renaissanceschloss auf der Schlossinsel                                                                                     | keine oberirdischen Reste vorhanden, Fundamente eines Treppenturmes wurden 2008 ausgegraben |
| Niedersachsen | | |                                                                                                 | | | |
| Name | Ort | Beginn | Ende                                                                                            | Wann/Wie geendet                                                                                      | Art | Zustand |
| Festung Grauerort | Abbenfleth an der Elbe | 1869–1879 | 1895                                                                                            | aufgegeben                                                                                            | Fort mit Wassergraben u. Kasematten | weitgehend erhaltene Anlage, in Restauration. |
| Festung Aurich | Aurich | 1529– u. a. |                                                                                                 | | Festungsstadt | |
| Burg Aurich („Averborg“) | Aurich | 1447, ab 1568 | 1811 u. 1852                                                                                    | Abriss u. unbefestigter Schlossneubau                                                                 | Talfestung, bastioniertes Schloss | |
| Wasserschloss Bederkesa | Berderkesa, Bad Bederkesa | 12. Jh./Festungsausbau vermutl. um 1460/1536/1579 | 1662                                                                                            | 1662 Bastionen u. Wallanlagen abgetragen, 1749/1793 Teilabriss                                        | Talfestung, bastioniertes Wasserschloss                                                                                                  | restauriertes u. tw. wiederaufgebautes Schloss erhalten |
| Belumer Schanze | Belum, Mündung der Oste in die Niederelbe bei Belum | vermutl. um 1618 sowie 1712/1811/1847/1864 | nach 1864                                                                                       | geschleift                                                                                            | Schanze an der Einfahrt in die Oste | kaum Überreste; auf dem Areal von einer späteren Flakstellung das Kommandeurshaus sowie zwei Mannschaftshäuser erhalten |
| Schloss Bleckede | Bleckede | 13. Jh. Burg/15.–16. Jh. Festungsanlagen/1600 u. 1743 Schloss |                                                                                                 | | Talfestung, bastionierte Wasserburg | Schloss, Reste des Rundturmes aus der Zeit um 1500 |
| Seefestung Borkum | Borkum, Insel Borkum | 1902– | 1945–kurz danach                                                                                | bombardiert/gesprengt                                                                                 | Bunker, Küstenbatterien | Reste verstreut auf der Insel vorhanden, u. a. von Batt. Coronell, Flakstände, Munitionsbunker, Batterie Hänisch (Oldmann Olde Düne), Batt. Richthofen (Ostland), Flakbatterie Duala (Sternklipp Düne) |
| Festung Braunschweig | Braunschweig | 1692–1741, ab 1762 | 1780–1803                                                                                       | geschleift                                                                                            | Festungsstadt mit 17 Bastionen u. einer Landwehr als der Stadt vorgelagertem Schutzwall                                                  | fast nichts, siehe auch Wallring (Braunschweig) u. Braunschweiger Landwehr |
| Festung Klein Stöckheim, siehe Abbildung unter Schwedendamm | Braunschweig, OT Klein Stöckheim | 1627 |                                                                                                 | geschleift?                                                                                           | Belagerungsfestung der Belagerung Wolfenbüttels                                                                                          | Grabenreste erhalten |
| Schloss Bremervörde | Bremervörde | 12. Jh./16. Jh. | 1627/1647 u. 1657 Zerstörungen bei Belagerungen                                                 | 1682 geschleift                                                                                       | Talfestung/bastioniertes Wasserschloss auf Insel in der Oste                                                                             | vom Schloss nichts erhalten, Graben u. Wälle tw. in Resten erhalten, im Areal des bastionierten Vorwerks blieb das Kanzleigebäude erhalten sowie ein Stall |
| Schloss Bückeburg | Bückeburg | 14. Jh./bis 1527 Festungsausbau, 1748–1777 Wälle u. Gräben im Schlossgarten                                                                                                   | 1732– u. 1777–1787                                                                              | entfestigt                                                                                            | Talfestung, bastioniertes Schloss | unbefestigtes Schloss erhalten |
| Festung Celle | Celle | |                                                                                                 | | Festungsstadt | |
| Schloss Celle | Celle | 10. Jh./1471–1478, Befestigungsneubau 1520–1560 | 1785–1802                                                                                       | entfestigt                                                                                            | Talfestung, rondelliertes Wasserschloss                                                                                                  | Schloss (auf der Schlossinsel) ohne Befestigungsanlagen aber mit umlaufendem Wassergraben („Schlossgraben“) der ehem. Befestigungsanlagen rund um den Schlosspark erhalten |
| 6 Festungsanlagen bei Cuxhaven (ohne Fort Kugelbake und Fort Thomsen), „Festung Cuxhaven“                                                                                       | Cuxhaven, in/um Cuxhaven | Ende 19. Jh. |                                                                                                 | | Forts u. Geschützbatterien | |
| Fort Kugelbake | Cuxhaven, Elbmündung bei Cuxhaven, OT Döse | 1869–1870, 1871–1873, 1876–1878, –1911, 1931 Instandhaltung | 1947                                                                                            | zivile Umnutzung                                                                                      | Marineartilleriefort mit Wassergraben, Kasematten u. Geschützbatterien an der Elbmündung                                                 | weitgehend original erhalten u. restauriert |
| Fort Thomsen | Cuxhaven, zwischen Duhnen und Stickenbüttel in Stadt Cuxhaven                                                                                           | 1905–1908 | 1919–                                                                                           | aufgegeben, gesprengt                                                                                 | Fort mit zwei Geschützbatterien | kaum Überreste, Areal heute: Vogelschutzgebiet, Campingplatz, Bauhof |
| Burg Ritzebüttel | Cuxhaven, OT Ritzebüttel | 1340 Burg, 15. Jh. Festungsausbau |                                                                                                 | | bastionierte Wasserburg/Wehrturm | der weitgehend original erhaltene Wehrturm wurde durch Anbauten zum Schloss ausgebaut, geringe Reste der ehem. Befestigungsanlagen im Park vorhanden |
| Schloss Erichsburg | Dassel, OT Erichsburg | 1527–1530, 1604–1612 |                                                                                                 | 1688 Teilabriss                                                                                       | Talfestung, bastioniertes Wasserschloss                                                                                                  | Schlossbauten mit Teilen der Wassergräben an drei Seiten sowie Reste der Wallanlagen erhalten |
| Festung Delmenhorst, siehe auch Burg Delmenhorst | Delmenhorst | 15.–16. Jh. | 17. Jh. Verfall                                                                                 | abgebrochen                                                                                           | bastioniertes Wasserschloss | Grundmauerreste auf der Burginsel erhalten |
| Burg Stickhausen | Detern, Stickhausen, OT von Detern | 1435, 1498, 1558, 1622–1624 | 1744–                                                                                           | geschleift                                                                                            | Talfestung, bastionierte Burg mit Ravelin                                                                                                | Rundturm von 1498 mit Museum, Reste der Wallanlagen |
| Dieler Schanze | Diele (Weener) | 14. Jh., 1633, 1647 | 1672                                                                                            | geschleift                                                                                            | Komplex von Schanzen mit 2 km Ausdehnung                                                                                                 | Reste vorhanden, u. a. Wassergräben, ehem. Hauptschanze mit doppeltem Wall-Grabensystem noch erkennbar |
| Festung Emden | Emden | 1514–1517, 1606–1616 | 1815–1866 aufgegeben                                                                            | ab ca. 1850 geschleift                                                                                | Festungsstadt | von ehem. 11 fünfeckigen Bastionen blieben 8 erhalten, des Weiteren der Emder Stadtgraben (Festungsgraben) u. das Hafentor |
| Wasserburg Esens | Esens | 1427–1430 Burg, 1547 Festungsausbau | 1764–1764 Burg, 1791–? Wall u. Gräben, 1830–1839                                                | Abbruch zum Verkauf, Graben- u. Wallanlagen eingeebnet                                                | Talfestung, bastionierte Wasserburg | |
| Burg Friedeburg | Friedeburg | um 1440 Festungsausbau | 1763                                                                                            | geschleift                                                                                            | Talfestung, bastionierte Wasserburg | Reste der Wallanlagen |
| Festung und Schloss Gifhorn | Gifhorn | 1525–1581 | 1770–1780                                                                                       | Befestigungen abgetragen                                                                              | Talfestung mit Renaissanceschloss darin, Typus bastioniertes Schloss                                                                     | Schloss, ehem. Torhaus u. ein 45 m langer kasemattenartiger unterirdischer Gang erhalten; Museum |
| Festung Göttingen | Göttingen | 1447 u. a. |                                                                                                 | nach 1762/63 geschleift, 1792 Wallgräben zugeschüttet                                                 | Festungsstadt | letzter erhaltener Turm der Stadtbefestigung: Bismarckhäuschen von 1447 |
| Festung Hannover (mit Calenberger Neustadt) | Hannover | 15. Jh., Festung ab 1632 Hannover u. 1646 Calenberger Vorstadt, 1758– | 1763–? u. 1780                                                                                  | Schleifung                                                                                            | Festungsstadt mit Sternschanze, vorgelagerten Schanzen u. Ravelins                                                                       | Beginenturm (Hannover), Borgentrick-Turm |
| Sternschanze auf dem Lindener Berg | Hannover, Lindener Berg bei Hannover | 1721 |                                                                                                 | | Sternschanze um mittelalterlichen Wartturm                                                                                               | Wartturm von 1392 (zeitweise als Windmühle genutzt) erhalten |
| Franzosenschanze (Münden) | Hannoversch Münden, Questenberg nördlich von Hannoversch Münden                                                                                         | 1756–1763 |                                                                                                 | | Schanze | im Wald gelegen, gut erhaltene Wallanlagen |
| Tillyschanze (Münden) | Hannoversch Münden, Rabanenkopf bei Hannoversch Münden                                                                                                  | 1760–1761 |                                                                                                 | | Schanze | geringe Reste bei der Ausflugsgaststätte der Tillyschanze |
| Festung Hameln | Hameln | 1664–1684, 1760–1763, 1774–1784, 1806 | 1808, 1843                                                                                      | geschleift                                                                                            | Festungsstadt mit Bastionen, vier Außenforts am u. auf dem Berg Klüt                                                                     | |
| Festung Klüt | Hameln, Berg Klüt | 17. Jh.–? | 1808, 1843                                                                                      | geschleift                                                                                            | vier Außenforts der Festungsstadt Hameln am u. auf dem Berg Klüt                                                                         | nach dem Abriss der Forts wurde u. a. der Aussichtsturm Klütturm aus dessen Steinen errichtet |
| Festung Hildesheim | Hildesheim | 16. Jh., u. a. 1511 |                                                                                                 | | Festungsstadt | Neues Tor (Hildesheim) mit Bastion, Kehrwiederturm (Hildesheim) |
| Burg Hornburg | Hornburg | 11. Jh./nach 1430 | 1626, 1630, 1645                                                                                | Zerstörungen, aufgelassen, Steinbruch                                                                 | Bergfestung, rondellierte Burg | Ruine, teilweise wiederhergestellt, privat. |
| Festung und Schloss Jever | Jever | 1428 |                                                                                                 | entfestigt                                                                                            | Talfestung, spätgotisch | Schlossanlage erhalten |
| Schwedenschanze (Klein Hutbergen) | Klein Hutbergen | 1654 | 1658/59 u. a.                                                                                   | aufgelassen                                                                                           | pentagonale Schanze | Grabenreste erhalten |
| Burg Lage | Lage (Dinkel) | 12. Jh., 1439–1447 Burg/1592 Festungsneubau | 1523 u. 1626 belagert                                                                           | 1626 durch Holländer gesprengt                                                                        | Talfestung, gotische rondellierte Wasserburg die zur pentagonalen Renaissancefestung mit nun zwei Wassergräben erweitert wurde           | Burgruine |
| Burg Langwedel | Langwedel (Weser) | 13. Jh./ab ca. 1648 Festungsausbau | um 1866?                                                                                        | Abriss                                                                                                | bastionierte Burg | Mauerreste am Burgbad sichtbar |
| Festung Leerort | Leerort bei Leer (Ostfriesland) | 1435, 1453, 1501, 1528–1531, um 1558, | 1612 Schlossabriss, 1744 Festung aufgelassen                                                    | 1754–1760 geschleift                                                                                  | Talfestung, bastionierte Burg mit Schlossanlage                                                                                          | vor allem Wälle erhalten geblieben, Festungsmuseum in ehem. Schule |
| spanische Festung Lingen | Lingen | vor 1597 | 1630                                                                                            | geschleift                                                                                            | Festungsstadt mit einbezogener rondellierter Wasserburg Lingen                                                                           | nur der Pulverturm Lingen im ehemaligen Burgareal blieb erhalten |
| Festung Liebenburg | Liebenburg | Ausbau vermutl. 1521–vor 1641 | starke Zerstörungen im Dreißigjährigen Krieg                                                    | 1750–1754 weitgehender Abriss zum Bau des Jagdschlosses Liebenburg auf dem Burgareal                  | rondellierte Burg | erhalten: Reste der Ringmauer, eine Rundbastion, ein unterirdischer Gang, der außerhalb des Burgareals stehende Wartturm „Hausmannsturm“ (1290–1302) als vorgeschobene Warte der Burg |
| Festung Lüneburg | Lüneburg | 15. Jh. | um 1900                                                                                         | Abriss                                                                                                | Festungsstadt | |
| Festung Meppen | Meppen | Beginn nach Verleihung der Stadtrechte 1360, Ausbau bis 1660, Bau der Paulsburg im Jahr 1374                                                                                  | 1762                                                                                            | Schleifung gegen Ende des 7-jährigen Krieges (1762)                                                   | Festungsstadt Meppen mit innenliegender Paulsburg                                                                                        | In den 1960er Jahren wurde das ehemalige Torhaus der Paulsburg abgerissen. Der Gegenwall ist bis heute erhalten. |
| Schloss Neuenburg (Zetel) | Neuenburg (Friesland) | 1462 |                                                                                                 | entfestigt                                                                                            | bastioniertes Wasserschloss | Schloss ohne Wallanlagen u. Gräben erhalten |
| Zitadelle Schloss Landestrost | Neustadt am Rübenberge | |                                                                                                 | | Talfestung, bastioniertes Schloss | |
| Festung Neustadt | Neustadt am Rübenberge | |                                                                                                 | | Festungsstadt | |
| Festung Nienburg mit Schloss Nienburg | Nienburg/Weser | 1639– | um 1810–1813                                                                                    | Schleifung                                                                                            | Festungsstadt mit bastioniertem Schloss Nienburg                                                                                         | erhalten ist der Stockturm des ehem. Schlosses Nienburg |
| Inselfort Langlütjen I | Nordenham, Wesermündung bei Nordenham | 1869–1870 | 1918 u. 1945 entwaffnet                                                                         | nach 1945 gesprengt, Ruinen mit Sand zugedeckt                                                        | Fort auf künstlich geschaffener Insel mit Zugangsdamm                                                                                    | Reste vorhanden, Privatbesitz |
| Inselfort Langlütjen II | Nordenham, Wesermündung bei Nordenham | 1872–1876, 1880 Inbetriebnahme | 1918 u. 1945 entwaffnet                                                                         | | Fort auf künstlich geschaffener Insel | bedeutende Anlage mit Kasematten u. Graben gut erhalten, Privatbesitz |
| Festung Oldenburg | Oldenburg (Oldb) | 16. Jh., 1615, ab 1667 | 1765 oder 1777                                                                                  | | Festungsstadt | sogenannter Pulverturm der Stadtmauer von 1529 |
| Zitadelle Oldenburg (später: Schloss Oldenburg) | Oldenburg (Oldb) | 11. Jh./1530 |                                                                                                 | umgebaut zum Schloss                                                                                  | zur Renaissance-Zitadelle umgebaute Burg                                                                                                 | einige Grundmauern der Burg wurden freigelegt, das heutige Schloss hat keine Befestigungsanlagen mehr |
| Festung Osnabrück | Osnabrück | 15. Jh. | um 1815                                                                                         | geschleift                                                                                            | Festungsstadt, Gotik | Reste der Stadtmauer mit dem Waterloo-Tor |
| Zitadelle Petersburg | Osnabrück | 1628– | 1633 Zerstörungen bei Belagerung                                                                | um 1648 geschleift                                                                                    | Zitadelle, Renaissance | |
| fürstl. calenbergische Festung Calenberg (auch: Burg Calenberg) | Pattensen, OT Schulenburg | 1292–? Burg um 1500 Festungsausbau, 1648 Schlossbau erneuert, 1656 u. 1662 Festung instand gesetzt                                                                            | Belagerungen u. Zerstörungen: 1519, 1629, 1632, 1633                                            | 1692–? Festung geschleift, um 1765 Schloss abgerissen für Bau eines Gefängnisses (um 1938 abgerissen) | zur Festung ausgebaute Wasserburg mit späterer Schlossanlage                                                                             | erhalten: mächtige Wälle, Keller u. Fundamente der Burg, des Schlosses, des Corvinuskellers sowie Reste des Batterieturms am Burgeingang. In einem Gewölbe ist ein mehrere Meter tief gemauerter Brunnen vorhanden. Die Gräben der ehem. Wasserburg liegen heute trocken |
| Burg Peine | Peine | 1659–1661 Festungsausbau | 1519, 1521, 1522, 1633 Zerstörungen bei Belagerungen                                            | 1803–1816 weitgehender Abriss                                                                         | bastionierte Wasserburg | eine Bastion erhalten, Grabenanlage (u. a. ein Teich) wurde zum Burgpark mit Infotafeln zur Burggeschichte umgestaltet, Bastionswall mit Eskarpemauer u. Kasemattenrest, Reste der Brücke über den Festungsgraben |
| Festung und Schloss Pyrmont („Veste Pyrmont“) | Pyrmont, Bad Pyrmont | 1512–? u. 1525 Festung (Veste Pyrmont), 1557–1562 Renaissanceschloss, 1706–1710 Barockschloss, ab 1721 Festungserneuerung                                                     | um 1700 Abriss Renaissanceschloss                                                               | | Talfestung mit Schloss, Renaissancefestung                                                                                               | weitgehend erhaltene Anlage: Festungstor mit Wappentafeln u. Brücke über den Wassergraben, Kommandantenhaus mit Ein-Zeiger-Uhr, Kasematten, Eckbastion mit unterirdischen Zugangsstollen, Barockschloss. Restauriert, Museum. |
| Wasserburg Rethem | Rethem (Aller) | 13. Jh./Ausbau mit Bastionen im 16. Jh., 1661 Reparaturen | 1548 Zerstörungen bei Eroberung                                                                 | 1865 als Amtssitz aufgegeben                                                                          | Talfestung, bastionierte Wasserburg | im Wesentlichen nur Grundmauern erhalten u. überbaut mit Gebäuden der Neuzeit |
| Festung Rinteln | Rinteln | 1530 u. ab 1665–1678 Festungsbau | 1639, 1806                                                                                      | geschleift                                                                                            | Festungsstadt mit Brückenkopf u. Schanze                                                                                                 | Kasematten an St.-Sturmius-Kirche, Festungstor, Eulenburg (Rinteln) mit Museum u. ausgestellten Kanonen der ehem. Festung, Parkanlage Blumenwall mit Resten der Wallanlagen u. Festungsgräben |
| Schloss Rodenberg | Rodenberg | um 1478, um 1510, 1518–1525, 1556 | 1663                                                                                            | entfestigt, um 1800 Wassergraben teilweise verfüllt                                                   | Talfestung, bastioniertes Schloss | Reste von Wällen u. Grabenanlage mit Resten der Bastionen, Heimatmuseum im sog. Ständehaus |
| Wiesenbatterie Schillig („Fort Schillig“) | Schillig, zwischen Schillig und Minsen | um 1900, 1935– | nach 1918 u. nach 1945 abgerissen/gesprengt                                                     | | Küstenfort mit Wassergraben u. Kasematten an der Jade                                                                                    | heute im Mellumweg 4 |
| Deichbatterie Schillig | Schillig, zwischen Schillig und Minsen | um 1900, 1935– | nach 1918 u. nach 1945 abgerissen/gesprengt                                                     | | Küstenfort mit Wassergraben u. Kasematten an der Jade                                                                                    | |
| Wattbatterie Schillig | Schillig, zwischen Schillig und Minsen | um 1900, 1935– | nach 1918 u. nach 1945 abgerissen/gesprengt                                                     | | Artilleriestellung | ehem. am Platz des heutigen Restaurants Utkiek gelegen |
| Festung Stade | Stade | 17. Jh. |                                                                                                 | | Festungsstadt | Schwedenspeicher |
| Schwinger Schanze (auch: „Brunshausener Schanze“), siehe Elbzollfregatte | Stade-Brunshausen, ehem. OT von Stade | | um 1865                                                                                         | | Schanze mit Elbzollstation an der Mündung der Schwinge in die Elbe                                                                       | |
| Wasserburg Steinbrück | Steinbrück (Söhlde) | 1523–Festungsausbau | 1643–? u. 1787                                                                                  | teilweise geschleift                                                                                  | Burganlage mit Geschützturm | erhalten: Burg teilweise u. ein ehemaliger Geschützturm (heute als Kirche genutzt) |
| Festung Wilhelmstein | Steinhuder Meer | 1771–1767 |                                                                                                 | in Teilen abgetragen oder verloren gegangen                                                           | Inselfestung auf künstlich geschaffenen Inseln                                                                                           | weitgehend erhaltene Anlage, Museum |
| Schloss Stolzenau | Stolzenau/Weser | 1346/Festungsausbau bis um 1590 | 1625 Zerstörungen bei Belagerung                                                                | 1965 Totalabriss                                                                                      | Talfestung, bastioniertes Wasserschloss                                                                                                  | an der Stelle des Schlosses steht heute die Schlossschule |
| Christiansburg (Varel) | Varel | 1681 | 1694–1696                                                                                       | aufgegeben, geschleift                                                                                | Küstenfestung mit Hafenanlage darin | Hafen Varel u. Wallreste südlich davon |
| Zitadelle Vechta (auch Festung „Sancta Maria“) | Vechta | 1666–?, Außenwerk (Kaponniere) von 1705 | 1769                                                                                            | geschleift bis auf Zeughaus u. Kaponniere                                                             | Zitadelle | in den 1990er Jahren Teilrekonstruktion der alten Festung mit der kompletten Friedrich-Christian-Bastion u. der halben Maximilian-Bastion, Museum „Zitadellenpark Vechta“ |
| Festung Vechta | Vechta | 1647–? Stadt-Bastionen, 1550 Burgneubau | 1684 Stadtbrand, Burg aufgegeben, 1687 Burgturm gesprengt, bis 1698 Burg komplett abgetragen    | | Festungsstadt mit Zitadelle u. einbezogener Burg Vechta                                                                                  | Nachbau der ehem. Burg, 2012 errichtet |
| Festung Verden | Verden (Aller) | 17. Jh. |                                                                                                 | | Festungsstadt | |
| Wasserschloss Auburg | Wagenfeld | Ende 15. Jh. |                                                                                                 | entfestigt                                                                                            | Talfestung, bastioniertes Wasserschloss                                                                                                  | auf dem Schlossareal blieben nur das Herren- u. das Gesindehaus erhalten |
| Seefestung Wangerooge | Wangerooge, Insel Wangerooge | vor 1900 | 1945–                                                                                           | gesprengt                                                                                             | ca. 9 Batterien u. 100 Bunkeranlagen | zugeschüttete Bunker vorhanden |
| Reichskriegshafen Wilhelmshaven | Wilhelmshaven | 1856–?, 1873–1886/1888 |                                                                                                 | | befestigter Reichskriegshafen der Hochseeflotte mit den Forts: Schaar, Mariensiel u. Rüstersiel, Heppens (Strandbatterie)                | |
| Fort Schaar | Wilhelmshaven, Aldenburg in Wilhelmshaven | 1878– | 1945 gesprengt, 1974 Reste abgetragen                                                           | | Wilhelmshavener Fort mit Wassergraben u. Kasematten                                                                                      | Areal wurde mit Häusern bebaut, Wassergraben erhalten |
| Fort Heppens (Strandbatterie) | Wilhelmshaven, Heppens in Wilhelmshaven | 1878– | 1915 Geschützbatterie demontiert u. ins Fort Napoleon (Ostende) verbracht                       | | Wilhelmshavener Fort mit Küstenbatterie                                                                                                  | |
| Burg Kniphausen | Wilhelmshaven, Kniphausen, ehemaliger Ortsteil von Wilhelmshaven                                                                                        | 1438 u. 1666/67 |                                                                                                 | entfestigt                                                                                            | bastionierte Wasserburg | Anlage in Teilen erhalten, u. a. Marstall, Treppenturm u. Torhaus |
| Fort Mariensiel | Wilhelmshaven, Mariensiel bei Sande | 1876–1880 | 1945–? teilweise gesprengt                                                                      | | Wilhelmshavener Küstenfort mit Wassergraben u. Kasematten                                                                                | heute Umfangstr. 10; u. a. erhalten: Wassergraben, Wachlokal (heute Bürgertreff), Kehlkaserne mit Kasematten u. Tordurchfahrt sowie zivil genutzte Bunkeranlagen |
| Fort Rüstersiel | Wilhelmshaven, Rüstersiel in Wilhelmshaven | 1878– | 1911 u. a. aufgelassen                                                                          | | Wilhelmshavener Fort mit Wassergraben u. Kasematten                                                                                      | An der Vogelwarte 21, heute auf dem Areal: Institut für Vogelforschung – Vogelwarte Helgoland; Wassergraben erhalten |
| Schloss Wittmund | Wittmund | vor 1454 Burg |                                                                                                 | | Talfestung, bastioniertes Schloss | der sogenannte „Schlosswall“, Rest der Wallanlagen, blieb erhalten |
| herzögl. braunschweigisch-lüneburgische Festung Wolfenbüttel, siehe auch Schwedendamm                                                                                           | Wolfenbüttel | 1432–? u. ab 1570 | 1798–                                                                                           | geschleift                                                                                            | Festungsstadt mit 9 Bastionen, Zitadelle u. mutmaßlich befestigtem Schloss Wolfenbüttel                                                  | u. a. Zeughaus, Stadtgraben, Wallreste, Reste von 4 Bastionen, tw. mit Kasematten; Kasematten der Bastion Lindenberg sind zu besichtigen |
| Zitadelle Wolfenbüttel, siehe auch Bild bei Schwedendamm | Wolfenbüttel | ? | 1798– ?                                                                                         | geschleift?                                                                                           | Zitadelle der Festungsstadt Wolfenbüttel                                                                                                 | |
| Haubitzenbatterie Wremen | Wremen | 1905–1906 | 1917–1919, 1946                                                                                 | entwaffnet, aufgelassen, gesprengt                                                                    | Batterie mit umlaufendem Wall u. Wassergraben                                                                                            | etliche Anlagen ruinös erhalten |
| Schanze und Festung am ehem. Ellenser Damm | Zetel, zwischen den ehem. Inseln Ellens u. Ahm, heute Gemeinde Zetel                                                                                    | 1622 | 1658–                                                                                           | geschleift                                                                                            | Talfestung | Bodendenkmal |
| Nordrhein-Westfalen | | |                                                                                                 | | | |
| Name | Ort | Beginn | Ende                                                                                            | Wann/Wie geendet                                                                                      | Art | Zustand |
| Sparrenburg | Bielefeld | 1535–? Rondelle |                                                                                                 | | Bergfestung, rondellierte Burg mit Eckbastion                                                                                            | tw. erhalten mit Rondellen u. Bastionen |
| kurkölnische Festung Bonn | Bonn | 1622 | 1673, 1689, 1703 u. 1811                                                                        | Zerstörungen bei Belagerungen, später geschleift                                                      | Festungsstadt | tw. erhalten: Alter Zoll, Sterntor mit Tonnengewölbe (Kasematte), Schänzchen |
| Beueler Schanze (auch: „Fort de Bourgogne“) | Bonn, OT Beuel | 1583, um 1703 steinernes Fort de Bourgogne | 1713                                                                                            | geschleift                                                                                            | Schanze/Fort | heute befindet sich an der Stelle der Schanze der Konrad-Adenauer-Platz, erhaltene Erdwälle erstrecken sich bis zur heutigen Von-Sandt-Str., ehem. Ausdehnung ca. 750 m × 480 m. |
| Festung Pfaffenmütz | Bonn, OT Geislar | 1620 | um 1629                                                                                         | aufgelassen                                                                                           | Inselfestung/Schanze an Siegmündung in den Rhein                                                                                         | oberirdisch nichts erhalten |
| Burg Brüggen | Brüggen | 13. Jh./festungsartiger Ausbau um 1520 | 1794/1801                                                                                       | aufgelassen                                                                                           | Talfestung, Wasserburg mit Bastionen u. kasemattierten Wällen                                                                            | |
| Festung Coesfeld | Coesfeld | 1303–ca. 1500 (zweiter Festungsring) | 1688                                                                                            | geschleift, Reste 1761 gesprengt                                                                      | Festungsstadt mit Zitadelle | Wallanlagen vor ehem. Stadtmauer, Walkenbrückentor, Pulverturm (Coesfeld) |
| Zitadelle Ludgerusburg | Coesfeld | 1655– | 1688                                                                                            | geschleift                                                                                            | Zitadelle mit Schloss | Torhausruine (1656) am Eingang zum Stadtpark, Reste des St.-Johannes-Ravelin, Burggrabenrest, 1 Tonnengewölbe |
| Schloss Detmold | Detmold | 1447–? u. 1549– | 1780–                                                                                           | Abriss der Befestigungsanlagen im Eingangsbereich                                                     | bastioniertes Wasserschloss | Schlossbefestigungen mit Mauern u. Eckrondellen tw. erhalten, ebenso der breite Wassergraben/Burggraben an der Süd– u. Westseite des Schlosses |
| landgräfl. hessen-kasseler Festung Dorsten | Dorsten | 1633– | 1641 Zerstörungen                                                                               | ab 18. Jh. geschleift?                                                                                | Festungsstadt | restaurierte Wassergraben- u. Wallanlagen „Ostgraben“ u. „Südgraben“, zwei erhaltene Wehrtürme am Westgraben |
| Festung Erkelenz | Erkelenz | 1492–1538 Festungsausbau | 1674 Zerstörungen                                                                               | 1816–1819 geschleift                                                                                  | Festungsstadt mit doppeltem Wall-Graben-System, Kasematten u. einbezogener Landesburg Erkelenz                                           | geringe Reste der Stadtmauer, restaurierte Ruine der Landesburg mit Wolfsturm |
| frühbarocke Befestigung der Externsteine | Horn-Bad Meinberg | vor 1663 | 1810                                                                                            | abgerissen                                                                                            | Befestigungsanlage mit Rondellen und Lustschloß                                                                                          | |
| Burg Kaiserswerth | Düsseldorf, OT Kaiserswerth | 1045, zur Festung ausgebaut bis 1424 | 1702                                                                                            | durch holländische u. preußische Truppen gesprengt                                                    | bastionierte Burg | |
| kurkölnische Festung Kaiserswerth | Düsseldorf, OT Kaiserswerth | | 1689 Zerstörungen, 1702 gesprengt, bis 1711 Steinbruch                                          | durch holländische u. preußische Truppen gesprengt                                                    | Festungsstadt mit Burg | |
| kurkölnische Festung Lechenich | Erftstadt, OT Lechenich | 15.–17. Jh. | Belagerungen: 1642, 1673 u. 1689 Zerstörungen an Burg u. Stadtbefestigung, 1689 Burg abgebrannt | 18. Jh.–? Verfall u. Abriss                                                                           | Festungsstadt mit einbezogener Landesburg Lechenich                                                                                      | Ruinen der Burg mit Vorburg, Reste der Stadtmauer |
| Wasserburg Haus Horst (Essen) | Essen, OT Horst | 15.–16. Jh. | ?                                                                                               | Zerstört oder entfestigt? Umnutzung zu Wohnzwecken                                                    | rondellierte Wasserburg mit Wallanlagen                                                                                                  | unbefestigtes Schloss mit Wassergraben u. Ruinen der alten Burg erhalten |
| kurkölnische Festung Hülchrath | Grevenbroich, OT Stadt Hülchrath | 1583–? u. 1608–1612 Festungsausbau | 1642 u. 1676 belagert/zerstört, 1688 größtenteils geschleift                                    | geschleift                                                                                            | Festungsanlage um Ort Hülchrath mit einbezogener bastionierter Wasserburg mit Vorburg u. doppeltem Wassergraben                          | neogotisch umgestaltete Kernburg mit Resten der Vorburg erhalten |
| Festung Herford | Herford | | 1765                                                                                            | | Festungsstadt | |
| Festung Jülich | Jülich | 1547 | 1860                                                                                            | geschleift                                                                                            | Festungsstadt | teilweise erhalten, so auch Brückenkopf Jülich im Brückenkopfpark Jülich |
| Zitadelle Jülich | Jülich | |                                                                                                 | | Talfestung | |
| kurkölnische Wasserburg Kempen | Kempen | 1634–? neue Befestigungsanlagen u. 1 Bastion errichtet sowie Umbau zum Renaissanceschloss                                                                                     | 1642 erobert                                                                                    | 1807 entfestigt/Teilabriss, 1851 komplett abgebrannt                                                  | bastionierte Wasserburg | neogotische Neubauten von 1861–1863 |
| Schenkenschanz | Kleve | |                                                                                                 | | Talfestung | als Nachfolgeranlage der Festung Schenkenschanz wurde nahe der Schenkenschanz auf holländischem Gebiet im 19. Jh. das heute noch bestehende Fort Pannerden errichtet. Es ist museal genutzt. |
| ehem. Festungsstadt Köln | Köln | |                                                                                                 | | Talfestung | |
| Malakoffturm in Köln | Köln, am Rheinauhafen | 1852–1855 |                                                                                                 | aufgelassen                                                                                           | Hafenfort, Batterie mit Geschützturm | gut erhalten |
| Festungsring Köln | Köln | 1815 | 1926                                                                                            | geschleift                                                                                            | Ring von Forts um Festungsstadt Köln | tw. erhalten |
| preußische Festung Deutz | Köln, OT Deutz | 1633 Festungsbau, 1816/1818–1822 preuß. Neubau, 1858/59 Fort XV, 1857–1859 Fort XIV, 1861–1863 Fort Rauch                                                                     | 1678 erstmals geschleift                                                                        | 1909–? geschleift (letzte Anlagen um 2000)                                                            | Festungsstadt mit Forts | Im Rheinpark ist noch die Umwallung des ehemaligen Forts XII (später als XV nummeriert) erkennbar. Die Lünette 1 ist in der Nähe des Judenfriedhofes noch an den Wällen erkennbar. Ehem. Kaserne, heute Landeshaus. Reste einer Kaponniere des Fort Rauch im Keller eines Gebäudes der Strabag AG |
| Festung Linn | Krefeld, OT Linn | bis 1581 u. um 1620 Ausbau mit Bastionen, 1643–1645 | 1702–1715                                                                                       | Auflassung nach Brandschäden                                                                          | Festungsstadt mit fünf Rondellen u. eingebundener Burg Linn                                                                              | restaurierte Burg mit Museum |
| Feste Breitenbend | Linnich, am rechten Ufer des Flusses Rur vor den Toren der Stadt Linnich                                                                                | 15.–17. Jh. Ausbau | 1595 oder später zerstört/geschleift/endgültig 1973 abgetragen                                  | geschleift                                                                                            | festungsartig befestigte Wasserburg | keine Überreste |
| Festung Lippstadt | Lippstadt | vor 1633 | 1763–                                                                                           | geschleift                                                                                            | Festungsstadt | |
| gräfl. lippische Festung Burg Lipperode | Lippstadt, OT Lipperode | 1600/1604–? Festungsausbau | 1616–1763                                                                                       | geschleift                                                                                            | bastionierte Wasserburg | Wassergraben u. einige Mauerreste |
| Festung Minden | Minden | |                                                                                                 | | Festungsstadt | |
| Schloss Rheydt | Mönchengladbach | |                                                                                                 | | | |
| Wasserburg Haus Horst (Mönchengladbach) | Mönchengladbach, OT Giesenkirchen | um 1583–1588 | definitiv nach 1585, Zeitpunkt unklar                                                           | geschleift/Umbau zum Wohnschloss                                                                      | rondellierte Wasserburg | umgebaute Schlossanlage ohne Befestigungsanlagen aber mit Wassergraben u. ehem. Vorburg erhalten |
| Zitadelle von Münster (auch: Paulsburg) | Münster | 1661–1700 | 1759 u. 1764                                                                                    | 1764 geschleift                                                                                       | Zitadelle | Umrisse im Schlosspark erkennbar, auf dem Areal der Zitadelle steht heute das Residenzschloss Fürstbischöfliches Schloss Münster |
| Festung Münster | Münster | um 1530 | 1759 u. 1764                                                                                    | 1764/1770– geschleift                                                                                 | Festungsstadt mit Bastionen u. tw. doppelten Mauerzügen u. doppelten Wassergräben sowie der Zitadelle                                    | u. a. der Buddenturm u. der Zwinger (Münster), ein Rondell aus dem Jahr 1528 |
| Festung Rees | Rees | 1616–1625 | 1674–                                                                                           | geschleift                                                                                            | Festungsstadt | erhebliche Teile der Stadtmauer am Rheinufer, zu besichtigende Kasematten unter dem Koenraad-Bosman-Museum, Mühlenturm, Alter Zollturm, Reste der Bastion vor dem Falltor |
| Festung Rheinberg | Rheinberg | |                                                                                                 | | Stadtfestung | |
| Festung Orsoy | Rheinberg, Orsoy, OT von Rheinberg | 1438/Festung: 1565–1581, 1632–1640 | 1586, 1672–?/um 1750                                                                            | Schleifungen/Auflassung                                                                               | Festungsstadt | geringe Reste von Bastionen, Ravelins u. Festungsgräben, Stadtmauer in großen Teilen erhalten, u. a. Pulverturm |
| Festung Schloss Rietberg | Rietberg | 14. Jh. Burg, nach 1562 Festung, 1605 u. 1623 Schloss | ab 1745 Verfall                                                                                 | 1802–1803 Totalabriss                                                                                 | Talfestung, bastioniertes Wasserschloss                                                                                                  | erhalten blieben die Wassergräben u. Wälle, nun Naturschutzgebiet Rietberger Fischteiche |
| Burg Müllenark | Inden (Rheinland), OT. Schophoven | 1500–? Ausbau |                                                                                                 | | Burg mit Geschützturm | Grundmauern der Kernburg mit Batterieturm-Rest an der Nordostecke, ruinöser Turm, barocke Vorburg (1670) |
| Burg Vlotho | Vlotho | 1250 | 1709                                                                                            | auf Abbruch verkauft                                                                                  | Höhenburg | |
| Zitadelle Wesel | Wesel | |                                                                                                 | | Zitadelle | |
| Festung Wesel | Wesel | |                                                                                                 | | Festungsstadt mit Zitadelle | |
| Rheinland-Pfalz | | |                                                                                                 | | | |
| Name | Ort | Beginn | Ende                                                                                            | Wann/Wie geendet                                                                                      | Art | Zustand |
| Veste Kauzenburg | Bad Kreuznach | 13. Jh./1620–1632 Festungsausbau | 1689                                                                                            | erobert u. gesprengt von Franzosen                                                                    | Bergfestung | Ruine mit modernen Einbauten, Burgkeller, 1 Turmrest, aktuell Restaurantbetrieb |
| Hindenburgbrücke | Bingen am Rhein | 1913–1915 | 1945                                                                                            | gesprengt durch deutsche Truppen                                                                      | fortifizierte Eisenbahnbrücke | Reste der Vorbrücken aus Stein sowie Reste des Brückenturmes auf der Kemptener Seite erhalten |
| Burgruine Altdahn | Dahn | 13. Jh./Batterieturm 16. Jh. | 1680 oder 1689                                                                                  | zerstört durch französische Truppen                                                                   | Höhenburg mit Geschützturm | Ruine, Burgmuseum, Batterieturm gut erhalten |
| Burgruine Neudahn | Dahn | 13. Jh./Batterietürme ca. 1500–1550 | 1525 erste Zerstörungen                                                                         | 1689 zerstört durch französische Truppen                                                              | Höhenburg mit zwei Geschütztürmen u. einer Bastion                                                                                       | Ruine, bemerkenswerte Batterietürme mit Maulscharten zum Teil in Form von Löwenfratzen |
| Schwedenschanze (Dörscheid) | Dörscheid | vermutl. 1631/32 |                                                                                                 | weitgehend geschleift                                                                                 | Sternschanze | Reste vorhanden |
| Geschützturm Kleinfrankreich (auch: „Thurm Frankreich“) | Erlenbach bei Dahn | Ende 15. Jh. (1484?) | 17. Jh.                                                                                         | aufgelassen                                                                                           | Geschützturm als Vorwerk von Burg Berwartstein                                                                                           | Turm bis zum ersten Geschoss erhalten |
| Burgruine Neuscharfeneck | Flemlingen, Flemlinger Wald östlich von Ramberg (Pfalz)                                                                                                 | 1470 u. 1530 Ausbau mit Kasematten u. Geschützstellungen | 1525 abgebrannt                                                                                 | 1629 o. 1633 gesprengt                                                                                | Burg mit kasemattierter Schildmauer für Kanoneneinsatz                                                                                   | Ruine |
| kurpfälzische Festung Frankenthal | Frankenthal (Pfalz) | 1573–1583, 1600–1608, 1718–? u. 1770– | abgetragen bis 1870/ab 1880 überbaut                                                            | 1688/89 u. a. weitgehend von Franzosen geschleift                                                     | Festungsstadt, ehem. stärkste linksrheinische Festung der Kurpfalz                                                                       | u. a. Wormser Tor, Speyerer Tor |
| Festung Germersheim | Germersheim | 1834–1855 | 1920–1922                                                                                       | geschleift                                                                                            | Polygonalfestung | gut erhalten |
| Hardenburg | Hardenburg (Bad Dürkheim) | 13. Jh./um 1500 | 1692/1794                                                                                       | entfestigt/abgebrannt                                                                                 | Bergfestung, Burg mit Festungsbauwerken                                                                                                  | Burgruine mit Geschütztürmen, Rondellen u. Kellergewölben erhalten |
| Schloss Oberstein | Idar-Oberstein | 14./15. Jh. | ca. 1688–1697/1855                                                                              | Türme gesprengt/Brandschaden                                                                          | Bergfestung, rondellierte Burg | tw. restaurierte Ruine |
| Burg Landeck (Pfalz) | Klingenmünster | 13. Jh./ca. 1450–1500 Rondelle, Ausbau um 1570 | 1525/1680 oder 1689                                                                             | abgebrannt/zerstört durch französische Truppen                                                        | Bergfestung, rondellierte Burg | gut erhaltene/restaurierte Burgruine |
| Festung Koblenz | Koblenz | 1822 | 1889–1922                                                                                       | geschleift                                                                                            | Festungsstadt | teilweise erhalten |
| Festung Ehrenbreitstein | Koblenz-Ehrenbreitstein | 16. Jh. | 1918                                                                                            | aufgelassen                                                                                           | Bergfestung | komplett erhalten |
| Schloss Philippsburg | Koblenz-Ehrenbreitstein | 1626–1632 | 1801                                                                                            | komplett abgetragen                                                                                   | bastioniertes Barockschloss | nur zum Schloss gehörende benachbarte Bauten erhalten |
| Feste Kaiser Alexander | Koblenz-Karthause | 1816–1822 | 1922/1964                                                                                       | gesprengt, weitgehend abgerissen                                                                      | Außenwerk der Festungsstadt Koblenz | Löwentor u. Reste des Kehlreduits sowie die Batterie Hübeling erhalten |
| Fort Großfürst Konstantin | Koblenz-Karthause | 1822–1827, ab 1860 u. 1900–1902 | 1921–1922                                                                                       | teilweise entfestigt                                                                                  | Bergfestung, Außenfort der Feste Kaiser Alexander                                                                                        | weitgehend erhalten |
| Feste Kaiser Franz | Koblenz-Lützel | 1816–1822 | 1922/1959                                                                                       | gesprengt, Teilabriss                                                                                 | Außenwerk der Festungsstadt Koblenz | Ruinen von Reduit u. Kehlturm sowie Reste des Außenwerkes Neuendorfer Flesche erhalten |
| Schloss Crottorf | Krottorf, OT. von Friesenhagen | 14. Jh./um 1550, 1605–1607, 1619–1622 |                                                                                                 | | Talfestung, rondellierte Wasserburg | komplett erhalten |
| Bundesfestung Landau | Landau in der Pfalz | 1679–1691 | 1866                                                                                            | geschleift                                                                                            | Polygonalfestung | geringe Reste vorhanden |
| Burg Nanstein | Landstuhl | Burg 12. Jh., Batterieturm und Rondelle ab 1518 | 1523, 1668 u. 1689                                                                              | Zerstörungen und Sprengung                                                                            | rondellierte Burg mit Geschützturm | teilrestaurierte Burgruine mit Großem Rondell und kleinem Rondell erhalten, der Geschützturm blieb nicht erhalten |
| Mannheimer Rheinschanze | Ludwigshafen am Rhein | 1606/1698/nach 1814 | 1843                                                                                            | mehrfach zerstört, aufgelassen u. überbaut                                                            | Brückenkopf der Festungsstadt Mannheim                                                                                                   | |
| Bundesfestung Mainz | Mainz | 1619 | 1904                                                                                            | geschleift                                                                                            | Festungsstadt mit Zitadelle | tw. erhalten |
| Zitadelle Mainz (auch: Schweikhardsburg) | Mainz | 1620–1629, ab 1655 | um 1918                                                                                         | aufgelassen/Umnutzung                                                                                 | Talfestung, Renaissance-Zitadelle | bemerkenswert komplett erhaltene Renaissance-Zitadelle mit darin befindlichen Barockgebäuden u. dem römischen Drususstein, tw. Museum, Führungen in unterirdischen Anlagen möglich |
| Burg Neuerburg | Neuerburg | 12. Jh./1513–1540 u. 1701 | 1692 tw. gesprengt                                                                              | ab 1818 Steinbruch                                                                                    | bastionierte Höhenburg | Ruine, teilweise restauriert |
| Schanzen auf Rheininsel Niederwerth | Rheininsel Niederwerth | 1792–1797 |                                                                                                 | aufgelassen                                                                                           | Schanzen u. Feldbefestigungen von Belagerung der Festung Ehrenbreitstein                                                                 | größtenteils durch Feldbearbeitung verloren gegangen |
| Oppenheimer Schanze, siehe Schwedensäule | Oppenheim, Halbinsel Kühkopf bei Oppenheim | um 1620? | 1631 belagert von Schweden, zerstört?                                                           | aufgelassen                                                                                           | spanische Sternschanze auf ehem. rechter Rheinseite bei Oppenheim, heute Halbinsel Kühkopf                                               | |
| Marienburg (Mosel) | Pünderich | 12. Jh. Burg u. Kloster/um 1520 Festung | 1650                                                                                            | zerstört durch franz. Truppen                                                                         | mittelalt. Burg in Kloster umgewandelt, dann Festungsausbau                                                                              | |
| Brücke von Remagen | Remagen | 1916–1918 | 1945                                                                                            | eingestürzt wegen Überlastung                                                                         | fortifizierte Eisenbahnbrücke | Friedensmuseum in den erhaltenen Brückentürmen der Remagener Seite |
| Burg Rheinfels | Sankt Goar | 1657–1674 | 1796                                                                                            | geschleift                                                                                            | Bergfestung | Ruine |
| Sauerburg | Sauerthal | nach 1618 Bastion u. Rondell | 1689 Zerstörungen/Brand                                                                         | aufgelassen                                                                                           | bastionierte Höhenburg mit Rondell | Ruine, Hotel |
| Burgruine Lichtenberg | Thallichtenberg | ab um 1500 Ausbau u. a. mit Rundbastion | 1693–? Verfall, 1799 Brand                                                                      | aufgelassen                                                                                           | rondellierte Burg | Ruine, mehrere Rundbastionen u. gut erhaltenes Rondell „Hufeisenturm“ |
| Grevenburg | Trarbach | 14. Jh./ab 1680 Festung, um 1703, ab 1730 | 1697/1734                                                                                       | erste Entfestigung/gesprengt von Franzosen                                                            | Bergfestung, Burg mit Festungsbauwerken von Vauban                                                                                       | Ruine, Grundmauern der Burg, Reste der Westfassade des Kommandantenhauses, Reste von Kasematten |
| Mont Royal | Traben-Trarbach | 1687 | 1697                                                                                            | geschleift                                                                                            | Bergfestung | geringfügige Reste |
| Festung Pfalzel | Pfalzel | 1530–1538; ab 1532 Rondelle | 1673/74                                                                                         | tw. zerstört                                                                                          | Festungsstadt, bastionierte Stadtbefestigung mit doppelten Mauerzügen u. Erdwall dazwischen                                              | Wallanlage mit ehem. 6 Bastionen, Moselbastion weitgehend erhalten, Mauern teilweise erhalten |
| Urmitzer Eisenbahnbrücke | Urmitz/Neuwied | 1916–1918 | 1945                                                                                            | gesprengt durch deutsche Truppen                                                                      | fortifizierte Eisenbahnbrücke | 1953/54 als Fachwerkbrücke wiederhergestellt, Brückentürme original erhalten |
| Saarland | | |                                                                                                 | | | |
| Name | Ort | Beginn | Ende                                                                                            | Wann/Wie geendet                                                                                      | Art | Zustand |
| Burg Dagstuhl | Dagstuhl | 13. Jh./1466–1472, ca. 1600–1630 | 1717, 1726–1759                                                                                 | entfestigt, Abriss                                                                                    | Bergfestung, bastionierte Burg, Spätgotik                                                                                                | Ruine, Grundmauern und ein Turmrest sowie die Gräben |
| Festung Homburg | Homburg | 1679–1692, ab 1705 | 1697, 1714                                                                                      | zweimal geschleift                                                                                    | Festungsstadt mit zitadellenartigem Bergschloss Hohenburg                                                                                | |
| Burg und Festung Hohenburg (auch: „Schloss Homburg“, Oberes Schloss oder Altes Schloss)                                                                                         | Homburg | 1679–1692 Festungsausbau, ab 1705 Wiederaufbau | 1697, 1714                                                                                      | zweimal geschleift, Steinbruch für den Bau von Schloss Karlsberg                                      | dreiecksförmige Bergfestung mit Renaissance-Schlossanlage, Festung geplant durch Vauban                                                  | Ruine, erhalten sind Wälle u. Mauern mit Pforten u. Treppenaufgängen. Zugängige Schlossberghöhlen mit Kasematten u. neuzeitlichen Bunkern |
| Burg Neu-Montclair | Mettlach | 1434–1439 | 1606–                                                                                           | aufgelassen                                                                                           | Bergfestung, rondellierte Burg, Spätgotik                                                                                                | Ruine, tw. restauriert |
| Altes Saarbrücker Renaissanceschloss | Saarbrücken | 17. Jh. | um 1741?                                                                                        | geschleift, überbaut mit Barockschloss                                                                | bastioniertes Schloss | unter dem heutigen Schlossplatz Reste der Kasematten freigelegt und zu besichtigen, sowie Grundmauern des vormaligen Renaissanceschlosses und eine freigelegte Bastion und die Südwestmauer |
| Festung Saarlouis | Saarlouis | 1680 | 1887                                                                                            | geschleift                                                                                            | Polygonalfestung, geplant durch Vauban                                                                                                   | Wall- u. Grabenanlagen im Norden der Innenstadt erhalten sowie die sogenannte Vauban-Insel, eine ehemalige Halbmondschanze (Demi-lune). Vauban-Kaserne von 1680 erhalten. |
| Sachsen | | |                                                                                                 | | | |
| Name | Ort | Beginn | Ende                                                                                            | Wann/Wie geendet                                                                                      | Art | Zustand |
| Festung Dresden, siehe auch Altendresden | Dresden | 13. Jh./1519–1529, 1546–1553, ab 1568, 1589–1591 Brühlsche Terrasse, 1704–1706, 1732, 1740, 1757, 1796; ab 1546 u. ab 1632 Altendresden                                       | 1809–1830                                                                                       | geschleift                                                                                            | Festungsstadt | erhalten sind geringe Reste, u. a. Brühlsche Terrasse mit Museum Festung Dresden, der sogenannte Bärenzwinger (ehem. Bastion Venus), am Dresdner Zwinger sind Reste der Bastion Luna erhalten, im Garten des Japanischen Palais sind Teile der Bastion VI erhalten. |
| Burgruine Elsterberg | Elsterberg | 13. Jh./15. Jh. | ab ca. 1620                                                                                     | aufgelassen                                                                                           | früher Typ der rondellierten Höhenburg                                                                                                   | Ruine, doppelte Ringmauer mit rondellartigen Ecktürmen sowie Palasreste erhalten, Heimatstube |
| Wasserburg Eythra | Eythra | 15.–16. Jh.? | spätestens um 1980                                                                              | Schloss u. Dorf devastiert wegen Braunkohleabbau                                                      | rondellierte Wasserburg | Ortslage komplett abgebaggert |
| Burg Gnandstein | Gnandstein | 13. Jh./15. Jh. Kasematten u. Rundbastionen |                                                                                                 | | Spornburg mit spätgotischen Kasematten mit Senkscharten u. drei Rundbastionen                                                            | besterhaltene Burg Sachsens, Museum, Bergfried besteigbar, von ehemals drei Wehrkellern (spätgotische Kasematten für Einsatz von Feuerwaffen) mit Senkscharten ist einer restauriert u. Teil des Museumsrundganges |
| Festungsstadt Görlitz | Görlitz | 13. Jh., 1474–1477, 1536, 1664 u. a. | 1824–                                                                                           | geschleift                                                                                            | Festungsstadt, Stadtbefestigung mit doppelten Mauerzügen, Gräben, Wällen; um 1700 mit 32 Bastionen/Rondellen                             | erhalten u. a. Reste des Nikolaizwinger, Hotherbastei, Ochsenbastei, Dicker Turm (Görlitz), Nikolaiturm (Görlitz), Reichenbacher Turm sowie die Kaisertrutz (1490 erbaut, 1848 Wassergräben verfüllt u. umgewidmet), Jägerkaserne (1854–1858) |
| fortifizierte Eisenbahnbrücke bei Görlitz | Görlitz | 1844–1847 Viadukt, 1856–1857 Blockhaus | zivile Nutzung des Blockhauses in Friedenszeiten war geplant u. wurde sofort umgesetzt          | | fortifizierte Eisenbahnbrücke mit Blockhaus                                                                                              | das ehemalige Blockhaus für 80 Mann Besatzung ist erhalten u. diente ab Fertigstellung als Gaststätte, heute als Kindertagesstätte |
| sächsische Landesfestung Königstein | Königstein | 13. Jh./1589–1597, 1619–1681, 1694–1756, 1819, 1854/1855, 1870–1895 | 1913                                                                                            | aufgegeben/Umnutzung                                                                                  | Bergfestung | komplett erhalten, zählt zu den besterhaltenen u. größten barocken Bergfestungen Europas |
| Schwedenschanze bei Landwüst | Landwüst | um 1546/47 im Schmalkaldischen Krieg. 1632 verstärkt |                                                                                                 | aufgelassen                                                                                           | Schanze | Wallanlagen (Erdschanze) erhalten |
| Festungsstadt Leipzig siehe auch Leipziger Stadttore | Leipzig | 1547–?, 1551–1554 Moritzbastei | 1763 aufgegeben                                                                                 | 1770–? geschleift, die Stadttore 1822–1831 u. 1860                                                    | Festungsstadt mit Zitadelle | es sind Reste von der Moritzbastei erhalten, vor allem unterirdische Gewölbe |
| Zitadelle Pleißenburg | Leipzig | 13. Jh./ab 1549 Zitadellenneubau | 1764 aufgegeben/Umnutzung                                                                       | 1897 abgebrochen                                                                                      | Talfestung, Renaissance-Zitadelle, Triangularfestung                                                                                     | der Bergfried, der auch in die Festung integriert war, blieb als Teil des an dieser Stelle neu errichteten Neuen Rathauses erhalten. Bei Bauarbeiten zu einer Tiefgarage wurden Grundmauern der Pleißenburg aufgefunden, dokumentiert u. abgetragen. |
| sächsische Festung Sonnenstein | Pirna | 13. Jh./1545–1548 Schloss, 1570–1573 Festungsanlagen, ab 1639, ab 1688, 1735–1737                                                                                             | 1764                                                                                            | aufgegeben/Umnutzung; 1813 Teilzerstörung durch Beschuss                                              | Bergfestung mit Schlossanlagen | nur in Teilen erhaltene u. stark durch verschiedene zivile Nutzungen umgestaltete Anlage |
| Burgruine Stein an Talsperre Pirk | Planschwitz, OT von Oelsnitz/Vogtl. | 14. Jh./um 1400 Ausbau mit Rondellen | um 1500                                                                                         | aufgelassen                                                                                           | rondellierte Burg | umlaufender in den Fels geschlagener Graben, Ruinenreste der Burg, zum Teil vom Wasser der Talsperre Pirk überspült |
| Schloss Neuschönfels | Schönfels (Lichtentanne), OT Neuschönfels | 15. Jh. |                                                                                                 | | rondelliertes Wohnschloss der Spätgotik                                                                                                  | vom Verfall bedrohtes spätgotisches Schloss, von den Befestigungsanlagen Ruine eines Rondelles u. Reste einer Mauer erhalten |
| Burg Stolpen | Stolpen | 13. Jh./ab 1632, ab 1675, 1806 | 1813/1859 Umnutzung                                                                             | 1813 in Teilen gesprengt durch Napoleon                                                               | Bergfestung, zur Festung ausgebaute Burganlage                                                                                           | größtenteils erhalten, Museum, ehem. Gefängnis von Gräfin Cosel |
| sächsische Landesfestung Torgau | Torgau | vor 1650, ab 1811, ab 1815 | 1889                                                                                            | aufgegeben u. geschleift                                                                              | Festungsstadt | erhalten sind: mittelalterliche Stadtmauer im Bereich der Gartenstraße, die Flankenkasematten der Bastion II, die Kurtine zwischen der Bastion I u. II einschließlich des Zugangs zur Poterne, die linken Flankenkasematte der Bastion III u. die rechte der Bastion VII, das zum Stadtpark umgewandelte Glacis (darin Reste der Schleusenlünette III am Schwarzen Graben, (OT Wolffersdorf) aus dem Jahre 1835), beide Batardeaus u. Teile der Inundierungsflächen; sowie der Brückenkopf u. die fortifizierte Eisenbahnbrücke. |
| Brückenkopf der Festung Torgau mit den Elblünetten Werdau und Zwetau | Torgau | vor 1650, ab 1811 |                                                                                                 | aufgelassen                                                                                           | Außenwerke der Festungsstadt Torgau im Vorfeld der alten Elbbrücke am Schloss Hartenfels                                                 | weitgehend erhalten mit Defensivkaserne, Wassergraben u. beiden Elblünetten |
| fortifizierte Eisenbahn-Elbbrücke der Festung Torgau, siehe auch Halle-Sorau-Gubener Eisenbahn                                                                                  | Torgau | 1811–? u. 1872 |                                                                                                 | 1997 Abriss der Blockhäuser                                                                           | fortifizierte Eisenbahnbrücke mit Blockhäusern u. Türmchen                                                                               | Brücke 1997 durch Neubau ersetzt, aber historische Zinnentürme erhalten |
| Fort Mahla | Torgau, auf dem Kirschberg, ehem. OT Mahla (nahe Döbernsche Str. 30 in Torgau)                                                                          | 1811– | 1878                                                                                            | geschleift                                                                                            | Außenfort der Festungsstadt Torgau, ab 1870 herabgestuft zur Lünette                                                                     | |
| Fort Zinna | Torgau, OT Zinna | 1811–? u. ab 1815 | 1889                                                                                            | aufgegeben u. Umnutzung                                                                               | Außenfort der Festungsstadt Torgau | teilweise erhalten, Justizvollzugsanstalt |
| Burg Wehlen | Wehlen | 12. Jh. | vermutlich um 1450 u. ab 1547                                                                   | Zerstörungen/aufgelassen                                                                              | rondellierte Burg | geringe Mauerreste u. ein Turm (Rondell) |
| Sachsen-Anhalt | | |                                                                                                 | | | |
| Name | Ort | Beginn | Ende                                                                                            | Wann/Wie geendet                                                                                      | Art | Zustand |
| kurbrandenburgische Festung Burg Regenstein | Blankenburg | 12–15. Jh. Burg/1671–1677, 1736–1742, 1757 | 1736 Gewitter-Explosionsschaden, 1758 Schleifung                                                | gesprengt u. geschleift                                                                               | Bergfestung, Felsenburg die zur Festung ausgebaut wurde                                                                                  | erhalten: Ruine des Bergfriedes, in die Felsen gehauene Räume der Burg u. Kasematten der Festung, sowie das restaurierte Eingangstor der Festung u. der in den Felsen gehauene Festungsgraben |
| sogenanntes „Neues Schloss“ bei Braunschwende | Braunschwende | um 1546 | um 1546                                                                                         | Investruine, Baustopp durch kaiserliche Order                                                         | Talfestung, bastioniertes Schloss | geplantes u. nur begonnenes Projekt eines bastionierten Schlosses u. Festungsanlage mit Wällen, Gräben u. Eckbastionen. Außer Wallanlagen u. Wassergräben keine sichtbare Bausubstanz vorhanden, direkt an der Straßenkreuzung B 242/Straße nach Wippra |
| Wasserburg Egeln | Egeln | 10. Jh./1403–1445 |                                                                                                 | | rondellierte Wasserburg | weitgehend erhaltene Anlage, in Teilen Ruine |
| Burg Isenschnibbe | Gardelegen | 12. Jh./15. Jh. | 1784                                                                                            | komplett abgerissen                                                                                   | Wasserburg mit bastionierter Toranlage                                                                                                   | |
| preußische Selkenfelder Schanze an der Harzlängsstraße (auch „Schwedenschanze“ genannt)                                                                                         | Güntersberge, ca. 3 km westlich von Güntersberge und 3,5 km östlich von Stiege an der „Hohen Straße“, die Güntersberge mit der heutigen B 242 verbindet | 1760 |                                                                                                 | aufgelassen                                                                                           | Redoute/Schanze, Feldbefestigung | Infotafel, Blockhaus (Neubau) u. einige Wallanlagen. Nahegelegener Franzosenbrunnen und Wüstung Selkenfelde. |
| Festungsstadt Halberstadt | Halberstadt | 17. Jh. |                                                                                                 | | Festungsstadt | Wassertorturm der mittelalterlichen Stadtbefestigung erhalten geblieben |
| Moritzburg (Halle) | Halle (Saale) | 15. Jh. | 16. Jh.                                                                                         | zerstört                                                                                              | Bergfestung, rondelliertes Schloss, Burgschloss                                                                                          | teilweise wiederaufgebaut, kulturelle Nutzung |
| Unterburg der Burg Giebichenstein | Halle (Saale) | Ende 15./Anfang 16. Jh. |                                                                                                 | aufgelassen                                                                                           | rondellierte Burg, früher Festungsbaustil, Talfestung                                                                                    | in wesentlichen Teilen erhalten |
| Festung Magdeburg | Magdeburg | 13. Jh., 1450–1550, ab 1666 Neuausbau mit Zitadelle, 1702–1713 Bastionen, bis 1740 Turmschanze u. Fort Berge, 1807 Glasciserweiterung, ab 1814, 1840–1873, ab 1866 Fortgürtel | 1631 Schleifung, ab 1872 Schleifungen, 1900/1912 aufgehoben                                     | geschleift                                                                                            | Festungsstadt, u. a. mit Außenforts (Fortgürtel), u. a. Fort Berge                                                                       | erhalten: Bastion Cleve am Magdeburger Dom, Rayonhaus (Steinigstr.), Reste vom Alten Leipziger Tor, Turm Kiek in de Köken, Lukasklause, Kaserne Mark, Reste mehrerer Forts u. weiterer Anlagen |
| Turmschanze | Magdeburg | 1718 | 1890                                                                                            | vollständig geschleift                                                                                | Brückenkopf der Festung Magdeburg | |
| Zitadelle Magdeburg | Magdeburg, Elbinsel Werder (Magdeburg) | 1683–1702 | 1926–1927                                                                                       | fast komplett geschleift                                                                              | Zitadelle der Festung Magdeburg auf der Elbinsel                                                                                         | erhalten: Dienstwohngebäude (Straße: Zitadelle 43) |
| Fort I (Magdeburg) | Magdeburg, Buckau (Magdeburg) | 1866 | 1907–? u. 1920                                                                                  | aufgelassen u. geschleift                                                                             | Außenfort der Festung Magdeburg | heute an dessen Stelle eine Sportstätte u. Kleingärten gelegen |
| Zwischenwerk VIII a der Festung Magdeburg | Magdeburg-Industriehafen | 1890–1891 | 1904– / –1912                                                                                   | aufgelassen u. geschleift                                                                             | Zwischenwerk mit Wassergraben | |
| Schloss Mansfeld | Mansfeld | 12. Jh. Burg/1517–1549 Festung | 1674–1675                                                                                       | Festung teilweise geschleift                                                                          | Bergfestung mit drei Schlössern u. Schlosskirche, im 16. Jh. größte Festung Mitteldeutschlands                                           | ein Schloss u. Schlosskirche erhalten, Ruinen der Festungsanlagen u. 2 Schlossruinen, Bastion Mine komplett erhalten |
| Burg Querfurt | Querfurt | 10. Jh. Burg/1460–1490 Bastionen | nach 1700, spätestens 1813                                                                      | Umnutzung als Domäne                                                                                  | Bergfestung | bemerkenswerte Burg, die in Gotik u. Renaissance zur Festung ausgebaut wurde, weitgehend erhalten, u. a. der gewaltige Festungsgraben mit großem Rondell, die Westtoranlage, Pariser Turm besteigbar, Museum |
| Rudelsburg | Saaleck (Naumburg) | 12. Jh./um 1450? | 1641                                                                                            | zerstört/aufgelassen, Vorburg abgetragen                                                              | rondellierte Burg, ehem. mit rondellierter Vorburg                                                                                       | Ruine, tw. restauriert, Museum, Ausflugslokal |
| Burg Schraplau | Schraplau | 10. Jh./Rundbastionen um 1484 | ab ca. 1730                                                                                     | aufgelassen/Steinbruch, Vorburg abgetragen                                                            | rondellierte Höhenburg | Ruine, Ringmauer, Rundbastionen, tw. bebautes Areal |
| Burg Ummendorf | Ummendorf (Börde) | 12. Jh./ca. 1535–1581 |                                                                                                 | | rondellierte Wasserburg | weitgehend erhaltene Anlage |
| Wasserburg Weferlingen | Oebisfelde-Weferlingen | 12. Jh./um 1500, 17. Jh. | 1717, 1929                                                                                      | aufgelassen, Verfall, Brandschaden                                                                    | rondellierte Wasserburg | Ruinen von Wohngebäuden, Bergfried (Aussichtsturm) |
| Burg und Festung Wendelstein (Memleben) | Memleben | 12./15. Jh. | 18. Jh.                                                                                         | teilweise zerstört                                                                                    | Bergfestung mit mehreren Schlossanlagen                                                                                                  | Burgruine, 3 Schlösser sowie Festungsruinen des 15.–17. Jh.; sächsische, später preußische Festung, umfangreiche ruinöse Bausubstanz erhalten (vom Verfall bedroht), gewaltiger Festungsgraben, tw. erhaltener vorgelagerter Wall mit Resten hindurchgehender Bastionen, zwei unterirdisch durch den Wall verlaufende bemerkenswerte Festungstoranlagen mit Resten von Kasematten gut erhalten, Anlage weitgehend zugängig |
| sächsische Landesfestung Wittenberg | Wittenberg | 1526 Beginn Ausbau | 1760 zerstört, 1764 Festungsstatus aufgegeben, 1814 ern. Zerstörungen, ab 1873 Entfestigung     | zerstört u. geschleift                                                                                | Festungsstadt mit Elb-Brückenkopf u. Außenwerken/Fortring                                                                                | Das erhaltene Schloss diente in der Festungszeit als Kaserne, der erhaltene Schlosskirchenturm war zum Geschützturm umgenutzt worden |
| Schloss Moritzburg (Zeitz) | Zeitz | 12./16. Jh. | 17. Jh.                                                                                         | weitgehend geschleift                                                                                 | Bergfestung, bastioniertes Schloss | Schloss mit Dom erhalten u. Museum. Von den Festungsanlagen blieb der innere Befestigungsring mit Festungstorturm, etlichen Rondellen, einer Renaissancebastion u. dem Festungsgraben komplett erhalten, der äußere Befestigungsring wurde geschleift. Im Schloss erhaltene Kasematten sind nicht öffentlich zugängig. |
| Schleswig-Holstein | | |                                                                                                 | | | |
| Name | Ort | Beginn | Ende                                                                                            | Wann/Wie geendet                                                                                      | Art | Zustand |
| Schloss Breitenburg | Breitenburg | 1530–1565, 1630–1633, 1647–1651 | 1627, 1643                                                                                      | Zerstörungen, entfestigt, Wassergraben im 18. Jh. verfüllt                                            | bastioniertes Wasserschloss | unbefestigtes Schloss erhalten |
| Eckernförder Schanzen (Küstenbatterien Norderschanze und Süderschanze), siehe auch: Gefecht bei Eckernförde                                                                     | Eckernförde, OT Louisenberg ehem. Norderschanze, im Kurpark Eckernförde ehem. Süderschanze                                                              | 1848 |                                                                                                 | | zwei Küstenbatterien an der Bucht von Eckernförde                                                                                        | Denkmal Norderschanze in Louisenberg, Süderschanzen-Denkmal im Kurpark von Eckernförde |
| Festung Glückstadt | Glückstadt | 1617 | ?                                                                                               | geschleift?                                                                                           | Festungsstadt (mit Zitadelle?, siehe Legende der Abbildung von 1652)                                                                     | Bastion „Königin“ am Deichtorgraben mit Wassergraben, Uferzone der Festungsanlage „Am Battardeau“, sowie ehem. Wassergräben an den Straßen Gerichtsweg, Holtenborn, Janssenweg u. Städtische Anlagen |
| Seefestung Helgoland | Helgoland (Insel) | 1890–? 1935– | 1945, 1947                                                                                      | bombardiert, gesprengt                                                                                | Stollensystem, U-Boot-Bunker, Küstenbatterien                                                                                            | ca. 400 m der Bunkeranlagen u. Stollen können besichtigt werden |
| Hetlinger Schanze | Hetlingen, beim Leuchtturm Julssand | 1659, 1672 | 1768                                                                                            | teilweise geschleift                                                                                  | Schanze/Fort mit Ravelins u. Wassergraben                                                                                                | Reste nahe dem Leuchtturm vorhanden |
| Danewerk | Hollingstedt (Treene), Schleswiger Landenge zwischen der Eckernförder Bucht u. Hollingstedt (Treene)                                                    | vor 500–1864, 1944 | 1864, 1944                                                                                      | aufgegeben                                                                                            | Feldbefestigung/Landwehr | 30 km Wallanlagen, Maueranlagen (Waldemarsmauer), Danevirke Museum in Dannewerk |
| befestigter Reichskriegshafen Kiel | Kiel, Stadt Kiel | 1871 |                                                                                                 | | befestigter Reichskriegshafen | |
| Festung Friedrichsort (auch: Christianspries) | Kiel-Friedrichsort | 1631/1633, 1663, 1865 | 1918–                                                                                           | tw. geschleift                                                                                        | Seefestung | Wallanlagen im Westen, Süden u. Osten; südlicher u. östlicher Wassergraben sowie Kasematten erhalten. Privatbesitz |
| Festungsstadt Lübeck siehe auch Lübecker Bastionärbefestigung | Lübeck | um 1535, 1595–1600, 1614–1618, 1622–1670 | 1804–? 1850–1900                                                                                | geschleift                                                                                            | Festungsstadt | weitgehend erhalten Bastionen Buniamshof u. Katze, teilweise erhalten Bastionen Holstentor, Commis, Pulverturm u. in Fragmenten die Bastion Schwansort, sowie die Toranlagen Holstentor, Kaisertor, Burgtor. Heute sind die Lübecker Wallanlagen zwischen dem Holstentor sowie der Puppenbrücke einerseits u. dem ehem. Mühlentor andererseits noch fast vollständig erhalten u. die symmetrischen Bastionen noch gut erkennbar.                                                                                                 |
| Festung Travemünde | Lübeck, Lübeck-Travemünde | 1628–? 1669, 1801 | 1775/ab 1803, 1812, 1822                                                                        | verfallen/geschleift                                                                                  | Festungsstadt | |
| neue Zitadelle Travemünde | Lübeck, Lübeck-Travemünde | 1812 | um 1815–1817, 1832                                                                              | geschleift                                                                                            | französische achteckige Zitadelle | |
| alte Zitadelle Travemünde an der Trave (inklusive der Redoute „Müggenburg“) | Lübeck, Lübeck-Travemünde | 1625, 1725 | 1803–                                                                                           | geschleift                                                                                            | Zitadelle am Fluss Trave | ehem. Ausdehnung von heutiger Rose bis zum Lotsenberg |
| Schanze auf dem Priwall (Travemünde) | Lübeck, Lübeck-Travemünde, Halbinsel Priwall | um 1599 | ab 1803 ?                                                                                       | geschleift                                                                                            | Schanze | |
| Schanze an der Trave-Mündung | Lübeck, Lübeck-Travemünde | 1613 | 1625/ab 1803?                                                                                   | zerstört/geschleift                                                                                   | Schanze | |
| Schanze auf dem Leuchtenfelde | Lübeck, Lübeck-Travemünde | 1848 | 1853, 1862 (geplantes Fort nicht verwirklicht)                                                  | aufgelassen                                                                                           | Schanze | |
| Festung Ratzeburg | Ratzeburg | 1690–1692 | 1693, 1816                                                                                      | 1693 zerstört durch Bombardement, 1816 geschleift                                                     | Festungsstadt | der sog. Pulverkeller (ehem. Munitionsdepot der Festung) unter dem heutigen Burgtheater aus dem Jahre 1691 ist heute ein Restaurant |
| ehem. dänische Festung Rendsburg (geplante Bundesfestung) | Rendsburg | 1669–1673, ab 1690, ca. 1690–1695 Erweiterungen | 1852–                                                                                           | geschleift                                                                                            | Festungsstadt | erhalten sind: Artillerie-Wagenhaus, Hohes- u. Niederes Arsenal, Garnisonlazarett, Kommandantur u. a. |
| Zitadelle Schloss Gottorf | Schleswig | 1565– | nach 1848                                                                                       | entfestigt                                                                                            | Talfestung, Renaissancefestung mit Schloss                                                                                               | unbefestigtes Schloss erhalten |
| herzögl. schleswig-holstein-gottorf’sche Festung Tönning | Tönning | 1644–1675, 1692–1714 | 1714                                                                                            | geschleift                                                                                            | Festungsstadt, mit der Rödemiser Schanze im Norden, Tielener, Sorgen- u. Holmer Schanze im Osten sowie der südlich gelegenen Burg Hamhus | |
| Thüringen | | |                                                                                                 | | | |
| Name | Ort | Beginn | Ende                                                                                            | Wann/Wie geendet                                                                                      | Art | Zustand |
| Schloss Altenburg | Altenburg | 10. Jh. Burg, Rondelle mutmaßlich 16. Jh. | 18. oder 19. Jh. Teilabriss der Turm-Rondelle                                                   | entfestigt                                                                                            | rondelliertes Schloss | Zwingermauer mit Resten mehrerer Rondelle im nicht öffentlich zugängigen Zwingerbereich erhalten |
| Festungsstadt Erfurt | Erfurt | 1066 | 1873                                                                                            | geschleift                                                                                            | Festungsstadt, zwei Stadtmauern mit Wassergräben, Vorwerken, Schanzen etc.                                                               | nahezu völlig verschwunden, bis auf kleine Reste der inneren Stadtmauer |
| Zitadelle Petersberg | Erfurt | 1665 | 1871                                                                                            | aufgelassen, einige Teile der Außenanlagen wurden abgetragen                                          | barocke Bergfestung | fast komplett erhalten, teilweise Museum, Führungen in unterirdischen Anlagen zeitweise möglich; zählt zu den besterhaltenen Barockfestungen Europas, daher eingetragen in der Liste der Haager Konvention zum Schutz von Kulturgut bei bewaffneten Konflikten |
| Zitadelle Cyriaksburg | Erfurt | 1480 | 1871                                                                                            | aufgelassen, in Teilen gesprengt u. abgetragen                                                        | Bergfestung, ursprünglich spätgotische noch burgartige Anlage (Teile davon erhalten)                                                     | herausragende Zitadelle der Spätgotik u. Frührenaissance (mit barocken Erweiterungen), tw. erhalten: Defensionskaserne, 2 Geschütztürme, unterirdischer Brunnen, Graben-, Kehl- u. Seitenkaponniere, 2 Kanonenhöfe, Friedenspulvermagazin, Nutzung als Deutsches Gartenbaumuseum u. egapark |
| Schloss Friedrichswerth | Nessetal, Ortsteil Friedrichswerth | 17. Jh. |                                                                                                 | | bastioniertes Wasserschloss, Lustschloss                                                                                                 | komplett erhalten mit Bastionen |
| Festungsstadt Gotha | Gotha | 13. Jh.–?/um 1526 Festung, 17. Jh. Neubau |                                                                                                 | geschleift                                                                                            | Festungsstadt mit zitadellenartiger Burg Grimmenstein, Gotik u. Barock                                                                   | ehem. Lage an heutiger Ringstraße |
| Burg und Festung Grimmenstein | Gotha | 13. Jh.–/1526 | 1547, 1567                                                                                      | geschleift                                                                                            | Bergfestung, bastionierte Burg, Gotik | Teile der Kasematten erhalten u. zu besichtigen, überbaut mit Schloss Friedenstein |
| barocke Festungsanlagen um Schloss Friedenstein | Gotha | 17. Jh. |                                                                                                 | geschleift                                                                                            | Bergfestung mit Schloss | |
| Schwedenschanze (Gotha) | Gotha, auf dem Krahnberg bei Gotha | 17./18. Jh. |                                                                                                 | | Feldbefestigung/Schanze | Reste erhalten |
| Veste Heldburg | Heldburg | 13. Jh. Burg/Schlossneubau, 1712–1720 Festungsausbau |                                                                                                 | ? | nur begonnenes bastioniertes Schloss | von den Befestigungsanlagen sind am Schlossberghang geringe Reste erhalten |
| Festung Heldrungen | Heldrungen | 13. Jh.–? Wasserburg/um 1570 Festungsausbau | 18. Jh.                                                                                         | aufgelassen                                                                                           | Talfestung | bastionierte Wasserburg des frühen 16. Jh., Festungsausbau mit 2 Wassergräben u. Wällen im 16. u. 17. Jh.; weitgehend erhalten, gilt als besterhaltene Wasserburg Thüringens |
| Festungsstadt Jena | Jena | 1430–1500? |                                                                                                 | abgerissen                                                                                            | Festungsstadt | Reste der Stadtmauer mit rekonstruiertem Wehrgang am Torturm Johannistor, Rotem Turm, und Eckturm Pulverturm mit Geschützrondell, Ruine des Anatomieturmes |
| Oberschloss Kranichfeld | Kranichfeld | 1530–? Burgschloss, 17. Jh. geplante Bastionen |                                                                                                 | geplante Bastionierung nicht verwirklicht                                                             | (geplantes bastioniertes) Burgschloss | wehrhafter Schlossbau erhalten, Teilruine |
| Schloss Bertholdsburg | Schleusingen | 13. Jh. Burg/15.–16. Jh. Rondelle |                                                                                                 | entfestigt                                                                                            | rondellierte Burg | Schloss mit Museum, Mauerreste der Befestigungsanlagen u. ein Rondell erhalten |
| Leuchtenburg (Seitenroda) | Seitenroda | 12./15. Jh. früher Festungsbaustil | 17. Jh.                                                                                         | Umnutzung                                                                                             | Bergfestung, rondellierte Burg | fast komplett erhalten, Museum |
| Burg Schaumberg (auch: Schaumburg) | Schalkau | 12. Jh.–/1501–1503 | 1635, 1640                                                                                      | zerstört                                                                                              | Bergfestung, bastionierte Höhenburg | Ruinen der Kernburg neu freigelegt; Vorburg teilweise erhalten u. Privatbesitz |
| Burg Schkölen | Schkölen (Stadt) | 12./15. Jh. | 1536 abgebrannt                                                                                 | aufgelassen                                                                                           | rondellierte Wasserburg | umfangreiche Ruinen erhalten |

## Festungen in ehemals deutschen Gebieten

### Festungen in Gebieten des Deutschen Reiches, die heute zu Litauen, Polen oder Russland gehören
Litauen
- Klaipėda/Memel: ehem. Festungsstadt und Ruine Memelburg (bastionierte Burg) in Ostpreußen

Polen
- Brzeg/Brieg: ehem. Festungsstadt in Schlesien
- Elbląg/Elbing: ehemalige Festungsstadt in Westpreußen
- Ełk/Lyck: ehem. Festungsstadt in Ostpreußen
- Gdańsk/Danzig: ehemalige Festungsstadt in Westpreußen
  - Festung Weichselmünde
  - Festungsanlagen am Danziger Haupt
- Drezdenko/Driesen, ehem. Festung Schloss Driesen, bastioniertes Schloss, kurbrandenburgische Festung, geschleift 1765, in der Neumark
- Giżycko/Lötzen: Feste Boyen in Ostpreußen
- Głogów/Glogau: Festung in Niederschlesien
- Grudziądz/Graudenz: Festung in Westpreußen
- Huta/Hüttenguth: Fort Wilhelm in Niederschlesien
- Kłodzko/Glatz: Festung in Niederschlesien
- Kołobrzeg/Kolberg: Festung in Pommern
- Kostrzyn nad Odrą/Küstrin: Festung Küstrin in Ostbrandenburg
- Koźle/Cosel: Festung in Oberschlesien
- Malbork/Marienburg: Festungsstadt in Westpreußen
  - Ordensburg Marienburg mit Festungsbauten des 15. Jh.
- Nysa/Neiße: Festung Neiße in Oberschlesien
- Poznań/Posen: Festung Posen in der Provinz Posen
- Samborowo/Bergfriede, bis 1928: Königlich Bergfriede, bei Osterode in Ostpreußen, mit noch existierenden Blockhäusern befestigte Eisenbahnbrücke aus deutscher Zeit (1900–1902)
- Srebrna Góra/Silberberg: Festung, Schlesisches Gibraltar in Niederschlesien
- Świdnica/Schweidnitz: ehem. Festungsstadt in Niederschlesien
- Świnoujście/Swinemünde: Festung Swinemünde auf der Insel Wolin in Pommern
- Toruń/Thorn: Festung in Westpreußen
  - Fort IV der Festung Thorn
- verschiedene Orte, Festungsfront Oder-Warthe-Bogen, der sogenannte Ostwall in Ostbrandenburg (Polen)
- Wrocław/Breslau, ehem. Festungsstadt Breslau in Niederschlesien, Reste von Bastionen an Partisanen-Höhe und Polnischer Höhe erhalten

Russland
- Baltijsk/Pillau: Festung Pillau (Fort Stiehle) in Ostpreußen
- Königsberg: Festung Königsberg in Ostpreußen, ehemalige Festungsstadt mit Zitadelle, 32 Rondellen und Fort-Ring des 19. Jh.
  - Festung Groß Friedrichsburg, Zitadelle von Königsberg
- Kutusowo/Schirwindt, ehem. deutsche Befestigungsanlage in Schirwindt in Ostpreußen, vermutlich ein Fort, aktueller Zustand unklar, russischer Truppenübungsplatz
- Sowetsk/Tilsit in Ostpreußen, Ordensburg Tilsit, ehem. bastionierte Burg

### Festungen im Reichsland Elsaß-Lothringen (1871–1918)
- Diedenhofen: Festung im Reichsland Elsaß-Lothringen (Thionville, Frankreich)
- Metz: Festung Metz in Elsaß-Lothringen (Metz, Frankreich)
- Mützig: Feste Kaiser Wilhelm II. (franz.: Fort de Mutzig, Position de Mutzig) in Elsaß-Lothringen (Mutzig, Frankreich)
- Straßburg: Großfestung in Elsaß-Lothringen (Strasbourg, Frankreich)

### Sonstige Festungen
- Luxemburg: Bundesfestung (Luxembourg)
- Sonderborg: Festung in Nordschleswig (Sønderborg, Dänemark)